# 단국대학교
단국대학교(檀國大學校, Dankook University)는 대한민국 경기도 용인시 수지구와 충청남도 천안시 동남구의 사립 종합대학이다. 1947년 11월 1일 설립인가를 받아 3일 후 1947년 11월 3일 서울특별시 종로구 낙원동에서 개교하였다. 당시 문교부 기록에 따르면 단국대학교는 광복 이후 설립한 대한민국 최초의 사립 4년제 대학이다. 1957년부터 2007년까지 서울특별시 용산구 한남동에 위치, 1967년 종합대학교로 승격했다. 종합대학교로는 최초로 1978년 3월 13일 제2캠퍼스를 충청남도 천안시 동남구에 설립했다. 1984년 치과대학 부속병원을, 1994년 의과대학 부속병원을 개원하였고, 남산 고도제한으로 단국대학교 서울캠퍼스의 협소한 교육공간을 해소하기 위해 2007년 8월 30일 서울특별시 용산구 한남동에 있는 단국대학교 서울캠퍼스를 경기도 용인시 수지구 죽전동으로 이전하였고 단국대학교 서울캠퍼스는 단국대학교 죽전캠퍼스가 되었다.
현재 단국대학교는 단국대학교병원, 단국대학교 치과대학 부속치과병원, 단국대학교사범대학부속중학교, 단국대학교사범대학부속고등학교, 단국대학교부속소프트웨어고등학교를 포함하여 대규모의 부속시설로 경기도 용인시 수지구의 죽전캠퍼스(용인 수지)와 충청남도 천안시 동남구의 천안캠퍼스(충남 천안)로 변화해 캠퍼스 내에서 외국인과 함께 하는 ‘DKU ISS’를 통하여 글로벌 캠퍼스로 탈바꿈, 세계 각국의 유학생을 유치하면서 2014년부터 죽전캠퍼스와 천안캠퍼스를 통합해 이원화캠퍼스로 운영한다.

약칭은 단대(檀大)고 상징 동물은 검은곰, 교목은 느티나무이며 교화는 철쭉이다. 또한 교색은 청색이며 교훈은 홍익인간의 이념을 바탕으로 하는 구국·자주·자립이다. 교기의 전통색깔로 상징되는 오색의 이미지마크는 동양사상의 주축인 천·지·인 사상을 주제로 하늘과 땅·인간·합일을 표현하였다. 하늘과 땅과 인간이 하나가 되어 우주의 원리로 공존과 화합, 융화와 소통으로 인간이 평등함을 형상화했다.

## 역사

### 태동기
家鷄有食火湯近(가계유식화탕근)
野鶴無糧天地寬(야학무량천지관)

집에 기르는 닭은 모이는 있지만 
불에 펄펄 끓는 탕수가 늘 가까이 있고,
들에 사는 학은 식량을 대주는 이 없으나 
자유롭게 마음껏 날아다닐 수 있는 
넓은 신천지가 전개되어 있다.

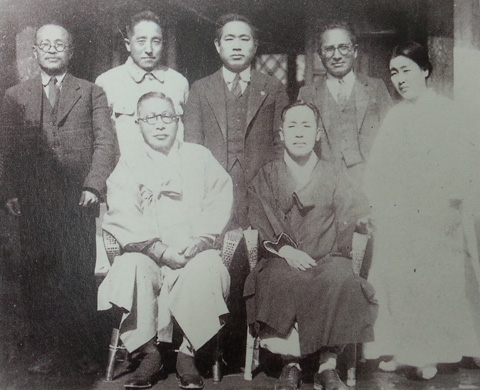
설립당시 앞줄 김구(흰옷)와 설립자 장형, 뒷줄 장도빈(右)과 설립자 조희재의 장녀
박정숙 (개교일 : 1947년 11월 3일)

1945년 8월 15일 광복을 맞은 한국은 광복 후 군정기를 거쳐 정부를 수립하는 3년 간 고등교육계는 많은 변화를 겪었다. 막혔던 둑이 터지듯 새롭게 바꾼 교육행정 체계에 국립 대학을 중심으로 사립 대학들을 새로 설립하거나 정식 설립 인가서를 제출하는 대학 승격이나 설립 움직임이 봇물을 이루었다.
이에 일제강점기가 지나고 항일 독립운동가로 열강이 분단을 이끈 비극을 지켜본 설립자 범정 장형과 혜당 조희재는 조국과 겨레 독립으로 미래는 결국 민족애에 뿌리를 둔 인재양성에 있다는 확신을 지녔다.
광복후 당당한 독립국가로 단군 이래 나라와 종교가 함께 하던 정교 최고 이념이며 한민족 건국이념이자 광복 이후 오늘날까지 대한민국 교육이념인 ‘홍익인간’을 교육 지표이자 바탕으로 설립하였다. 분단 상황이지만 젊은이들에게 민족 동질성을 끝까지 지키더록 교육하겠다는 신념에 국민개학(國民皆學), 국민개병(國民皆兵), 국민개로(國民皆勞)를 바탕으로 한 건학정신을 내세웠다. ‘구국, 자주, 자립’ 창학이념과 ‘진리, 봉사’ 교시를 바탕으로 교명을 ‘단군(檀君)’에서 ‘단’과 ‘애국(愛國)’에서 ‘국’을 합쳐 ‘단국(檀國)’으로 정했다.

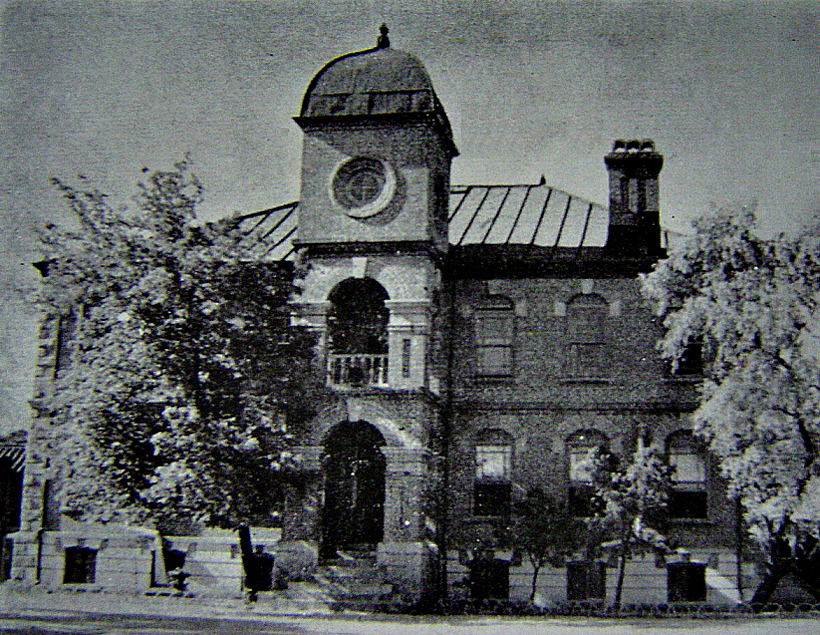
서울 종로구에 있었던 낙원동 교사 모습
(1908년 11월 2일 준공, 일명 서북회관)

 설립자 혜당 조희재로부터 토지 80여만 평(1953년 당시 1억환 상당의 재산)을 받아 1947년 9월 15일 단국대학 설립준비위원회는 재단법인 설립을 정식 신청하였다. 1947년 11월 1일 정부가 재단법인 단국대학 설립을 인가했다.
이로써 광주 학생 항일 운동(현 11·3 학생독립운동)이 일어난 날을 기념이라도 하듯이 설립자 장형은 평소 의지대로 1947년 11월 3일, ‘학생독립운동의 날’에 「단국대학 설립취지서」를 발표하고 서울 종로구 낙원동 282번지에서 2학부 5학과(법정학부 : 법률학과, 정치학과 / 문리학부 : 사학과, 수학과, 물리과)로 개교하였다. 뜻밖에 개교하는 날, 지병을 앓아오던 설립자 혜당 조희재 여사가 갑작스레 세상을 떠나 11월 29일 대학장으로 애석한 마음을 달래야 했다.
1947년 11월 1일 정부가 재단법인 설립을 정식 인가하여, 11월 3일 개교하였다. 1947년 11월 30일, 단국대학 초대 학장으로 사학자이자 독립운동가로 활동했던 장도빈이 취임하였고, 12월 1일 제1회 입학식을 휘문중학교(현 휘문고등학교) 강당에서 가졌으며, 1948년 3월 1일, 학생회 문화부에서 단대학생신문(현 단대신문) 창간호를 발간했다. 1950년 6.25전쟁으로 대학도 피난해야 했다. 1951년 9월 부산 동대신동에서 피난학교를 개강하였고 제1회 졸업식과 제2회 졸업식을 피난터에서 거행했다. 1953년 9월 28일 부산에서 서울 성동구 신당동으로 복교하고, 1954년 2학부 5학과를 3학부 8학과로 증설 인가 받았다. 1955년 2월 9일 교가를 제정하고 발표회를 가졌다.

### 서울캠퍼스 시기
1956년 3월 10일 대학설치 기준령으로 충청남도 논산 토지 50헥타르(15만평)를 서울특별시 용산구 한남동의 13헥타르(38,986평) 땅과 교환하여 신교사 신축공사에 착공하였다. 다음 해인 1957년 6월 17일 한남동 신교사 입교식을 가졌으며, 1957년 7월 12일 서울특별시 용산구 한남동 신축교사로 모두 이전하였다. 1958년 7월 22일 도서관을 개관하였다. 1958년 8월 29일 대학원 설치를 인가 받았고 법률학과, 정치학과, 국문학과 각 10명을 배정했다.
1960년 4·19 혁명 시기 단국대 학생들 또한 적극적으로 시위에 가담하였다. 학생이라는 제한적인 신분에서 시위학생들과 시위군중들은 그들 스스로의 조직화된 혁명의 지도력을 갖지는 못하였으며 사회인 신분으로 4·19 혁명에 몸소 체험하였던 동문인 시인 신동엽은 《누가 하늘을 보았다 하는가》라는 시에서 4·19 혁명으로 잠깐 맑은 하늘이 빛났었으나, 민중들은 한번도 맑은 하늘 아래서 마음껏 자유와 평화를 누려 보지 못했다고 표현하였다. 4·19 혁명 성지인 ‘국립 4.19 민주묘지’에는 김성수, 안의남, 지인교 등 단국대 동문들을 안장하였으며, 단국대 총학생회는 4·19 혁명 기념 걷기대회를 개최하는 등 해마다 행사를 마련하여 기념한다.
1967년 2월 10일 종합대학 승격으로 단국대학이 단국대학교로 승격했다. 초대 총장에  36세 나이였던 장충식 학장이 취임하였다. 1972년 사범대학을 신설하였고, 1977년 충청남도 천안시 동남구 안서동 일대의 토지 6만평을 매입하여 천안캠퍼스가 착공에 들어갔고, 1978년 천안캠퍼스에 5개 학과를 신설하고 3월 개강하였다. 천안캠퍼스 설립은 전국 대학 중 최초로 제2캠퍼스를 마련하였고, 다른 대학들이 제2캠퍼스를 설립하는 기폭제가 되었다. 1980년 5·18 광주 민주화 운동 시기 천안캠퍼스 법학과에 재학 중이던 최덕수 열사를 비롯하여 단국대학교 학생들도 당시 민주화운동에 참여하였다. 이처럼 단국대학교는 숭고한 독립운동정신을 이어온 민족사학 요람으로 학생 의식은 늘 민중 문제와 공유하였다. 김구의 건국실천원양성소 설립에 직접 참여한 장형의 경험이 광복 후 최초 정규 4년제 대학으로 기록한 단국대학교의 정신적 모태가 되었다.

### 2000년대 이후 수지캠퍼스

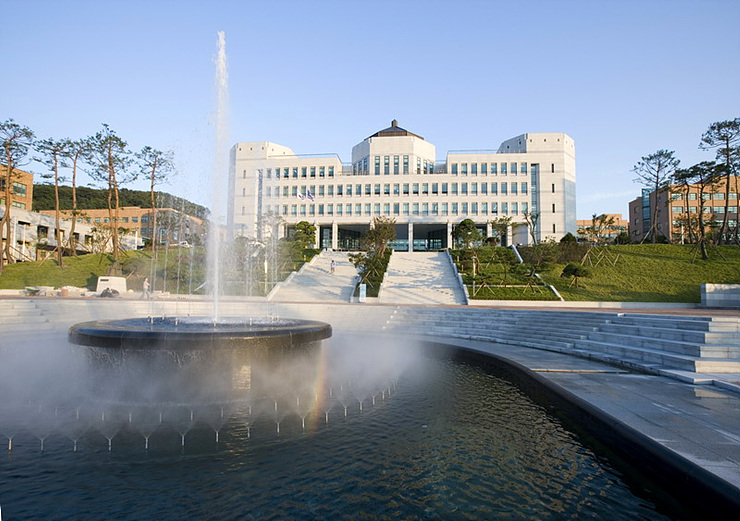
본관 (범정관, 용인시 수지구)

2001년 11월 15일, 석주선기념박물관이 17세기 추정 조선시대 어린이 미라와 의복을 발굴하였다. 2002년 3월 1일, 서울특별시 용산구 서울캠퍼스에  TESOL대학원을 개원하였다. 2004년 4월 2일, 산학협력단 법인을 설립하였고 2006년 4월 28일, 신 UI선포식을 개최하였다. 2007년 2월 22일에는 A+비전 2017 선포식을 가졌다. 창학 60년, 한남동 생활 50년의 족적을 남기며 수지캠퍼스 준공식을 갖고 경기도 용인시의 수지캠퍼스 시대를 열었다.
새로운 수지캠퍼스에서 맞는 첫 인사 이동으로 2008년 1월 3일, 13대,14대 국회의원을 지낸 제8대 박석무(朴錫武) 이사장에 이어 독립기념관 관장을 역임한 박유철(朴維徹, 임시정부 제2대 대통령 박은식의 손자) 전 국가보훈처 장관이 9대 이사장을 역임했다. 2011년 6월 15일, 제10대 이사장에 서울대 정치학과 교수와 국회의원(12대)을 지낸 김학준 동아일보 고문이 취임했다. 그리고 단국대학교 총장으로는 노동부 장관을 역임한 제14대 권기홍(權奇洪) 총장에 이어 설립자 손자로 천안캠퍼스 부총장이었던 장호성(張淏星) 교수가 2008년 2월 18일 제15대 총장으로 취임하였다.
2008년 11월 1일, 천안캠퍼스 민자기숙사 단우홀을 개관하였고 2009년 1월 2일, 죽전캠퍼스 민자기숙사 웅비홀을 개관하고 2009년 1월 2일, 죽전캠퍼스 법학전문대학원 인가를 위한 대학원동을 준공했다. 2009년 8월 25일, 단국대 WCU 나노바이오의과학연구센터 & 서울대 WCU사업단 공동으로 2009년 8월 25,26일, 천안캠퍼스 국제회의장에서 교육과학기술부 후원과 함께 '2009 WCU국제학술대회'를 개최하였다. 2009년 12월 11일, 약학대학 설립 신청서를 교과부에 제출했고 2010년 2월 중순에 서류심사에 1차 대학으로 선정돼 2월 24일 교과부로부터 2차 현장 실사를 받고 2010년 2월 26일, 최종 신설대학으로 선정되었다.
학교에서 약학대학 설립 유치로 천안캠퍼스에 의대, 의대병원, 치대 치대병원 첨단과학대학과 공학대학 내의 다양한 기초 생명과학전공과 WCU 등 생명과학관련 연구소가 있는 상태에서 약학대학이 설립되는 만큼 천안캠퍼스를 의·생명과학 클러스터로 발전시켜 나아갈 계획이라고 밝혔다. 특히 신약개발 분야의 창조적인 약학전문인과 지역사회에 봉사하는 보건의료 전문인 양성을 위해 장기적으로 1,000억원을 상회하는 대규모 투자를 단행할 것을 강조하였다.
2017년 개교 70주년을 맞아 제2 창학을 선언, 용인 수지의 죽전캠퍼스는 IT(정보통신), CT(문화콘텐츠) 학문분야 특성화를 골자로 문학(文), 역사(史), 철학(哲)에 바탕을 둔 인문사회분야와 IT소프트웨어, 응용공학, 도시환경건축 분야를 집중 육성한다. 수지에 위치한 죽전캠퍼스는 지리적 이점과 인적·물적 인프라를 활용하여 세계 최고의 4차산업혁명 클러스터를 구축하는 계획을 발표하였고 2016년, SW디자인융합센터를 설치해 운영한다.
이원화 캠퍼스인 충남 천안의 천안캠퍼스는 BT(생명과학), 외국어 특성화를 통해 차세대를 선도할 의·치학, 약학, 나노 및 생명과학 분야를 중점 지원하고 외국어 분야의 실용적 교육 강화를 통해 글로벌 경쟁력을 극대화한다. 산학협력선도대학 사업에서 4년 동안(2012~2015) 전국 최고 점수를 획득했고 지역 내 오송생명과학단지, 대덕연구단지 등 BT 관련 연구 기관과 협력하여 세계 최고의 메디바이오 산학협력 클러스터를 구축했다. 또한 캠퍼스 내에서 외국인과 즐기는 ‘DKU ISS’를 통해 글로벌 역량을 강화한다.

### 종로캠퍼스
1947년 11월 3일, 종로구 낙원동 282번지 서북회관(후일 조선정치학관)에서 2학부 5학과로 개교하였던 단국대학교는 사용하던 건물 건물주가 바뀌면서 2년 1개월을 마감하고 1949년 12월 26일, 성동구 신당동으로 옮겨 당시 조선전기주식회사(한국전력 전신)의 관사(7백여 평)에 잠시(6개월) 생활하였다. 이후 1950년 6월 25일, 한국전쟁으로 피난생활을 시작하면서 부산에 임시 캠퍼스를 설치했다.

### 서울캠퍼스(서울특별시용산구)

중소기업은행이 들어서 있는 서울캠퍼스 구 서관과 서문 입구(2012년)

한국 전쟁 중 부산 피난시절을 거쳐 서울로 돌아온지 2년 6개월만에 논산 땅과 교환하는 조건으로 서울특별시 용산구 한남동에 부지를 마련하였다. 1956년 3월 10일, 신교사 신축공사를 착공하였고 1957년 7월 12일, 신교사 완공으로 서울캠퍼스 시대를 열었다. 이곳에서 50년 동안 정착하며 1958년 대학원 설립, 1967년 종합대학 승격, 1978년 한국 내 최초 제2캠퍼스(천안) 설립 등 대한민국의 명실상부한 중견 대학으로 성장, 대학의 기틀을 잡았다. 현재는 서울캠퍼스가 있던 부지에 대한 정부의 규제와 개발 찬반 논란 끝에 주택 단지를 조성하여 이미 고급 주택 단지로 개발하였고, 서관은 리모델링을 거쳐 현재 중소기업은행이 있다.

### 죽전캠퍼스(용인시수지구)
재단의 어려움으로 서울캠퍼스를 매각하고 경기도 용인시 수지구(수지)로 이전하였다. 단국대학교 죽전캠퍼스는 1995년 6월 7일, 교육부이 단국대학교 서울캠퍼스 이전계획을 인가하였다. 1996년 7월 19일 단국대학교 수지 신 캠퍼스 건설 기공식을 가졌지만 건설사와 재단 부도로 공사가 지연되어 어려움을 겪었다.
하지만 교수와 학생 그리고 재단과 동문의 적극적인 노력과 성원으로 원만하게 해결하였다. 2007년 8월 30일, 준공식과 함께 서울캠퍼스가 수지캠퍼스로 이전이 완료했다. 이전사업에는 모두 3,147대의 차량과 연 인원 7,480명이 투입돼 실험용 생쥐, 장서 93만여권, 유물 22,000여점, 악기류 등 14,290톤의 화물을 실어 날랐다.

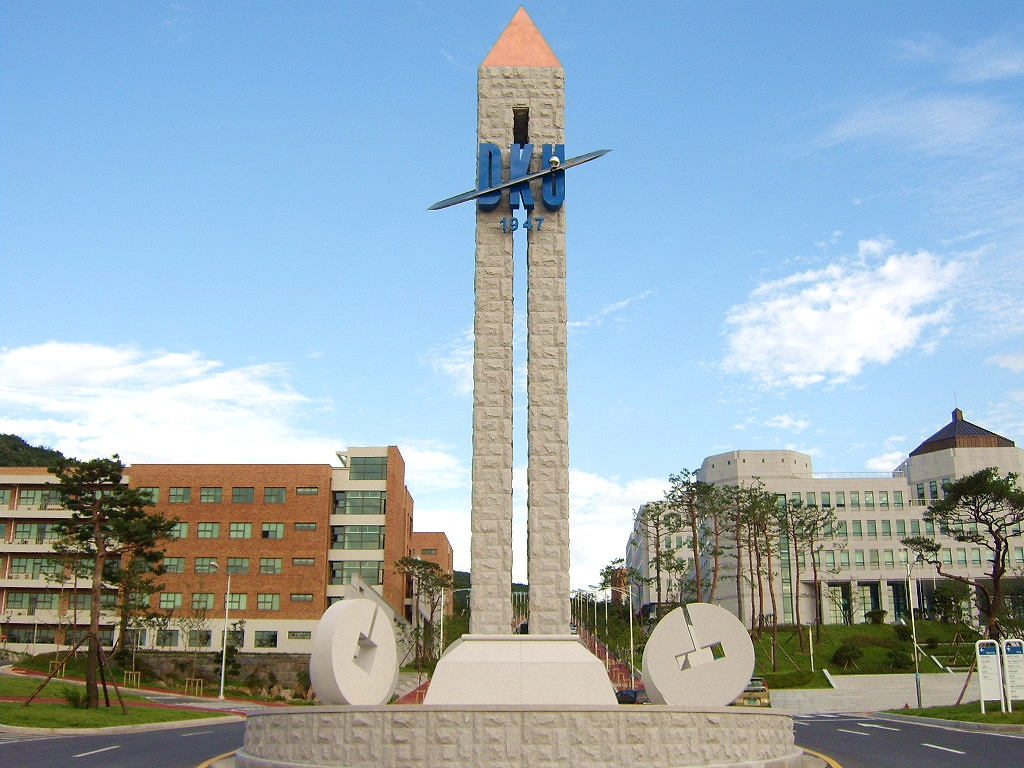
상징탑 (용인시 수지구)

대형 물품을 운반 가능한 5톤 트럭만 2,300여대 분, 화물 포장과 운송 전문 인력 160여 명과 대형 크레인, 택배차량을 투입했다.  10년 이상 표류하던 사업을 원활히 진행하여 2007년 8월 30일, 경기도 용인시 수지구에 캠퍼스를 마련했다. 수지의 죽전캠퍼스는 정문 성현마을부터 후문 하늘마을까지 경기도 용인시 수지구 죽전로 15(죽전동)에 조성한 캠퍼스로, 캠퍼스 안에는 탄천(炭川)의 본 지류인 내대지천이 북류하여 성복동에서 발원하는 성복천(星福川)과 합수한다. 법화산(法華山)이 감싸는 모습이어서 주위는 낮은 산세다.
학교부지 용인군 수지면 1,010,385m2(약 30만평)에 세운 단국대학교 수지캠퍼스 설계는 1995년 신 캠퍼스 마스터 플랜을 국제 공모하여 공정한 공개 심사를 거쳐서 외국의 작품을 따돌리고 서울대 김진균 교수의 작품을 최종 선정했다.
정문과 상징탑은 많은 작품중 현대미술조각가 노재승 성신여자대학 명예교수의 작품을 공모결과 당선작으로 결정했다. 작품 내용은 단국대학교 전통마크와 심벌마크, 책자 형상을 바탕으로 ‘공존의 장과 역사와 미래, 화합의 장 그리고 화합·융화·소통’의 의미를 담았다. 현대적인 조형미와 더불어 미래로 향해가는 단국인의 힘찬 기상과 이미지를 형상화했다는 의미도 내포하고 있다. 단국대학의 전통마크와 우주의 합일을 뜻하는 ‘천·지·인’의 세 가지 형태가 주요 모티브이다. 천지인 등은 원(○)과 방(□), 각(△)으로 표시하기도 하는데 천지인 삼재를 바탕으로 생긴 원리를 형상으로 상징탑 아래에 조형하여 이채롭다. 특히 천지인 등은 대표적인 한민족 중심사상으로 천지인(天地人) 일체사상에서 국기로 사용하는 초기 태극기 원형인 삼태극으로 이어졌고 천지인 3개 기호만으로 모음을 표현해 과학적 원리에 따라 한글과 태극기를 만들었기에 단국대학교 교기와 함께 한국인에게 친숙한 모습으로 나타나는 우주 상징의 삼원(三元)·삼재(三才)이다.

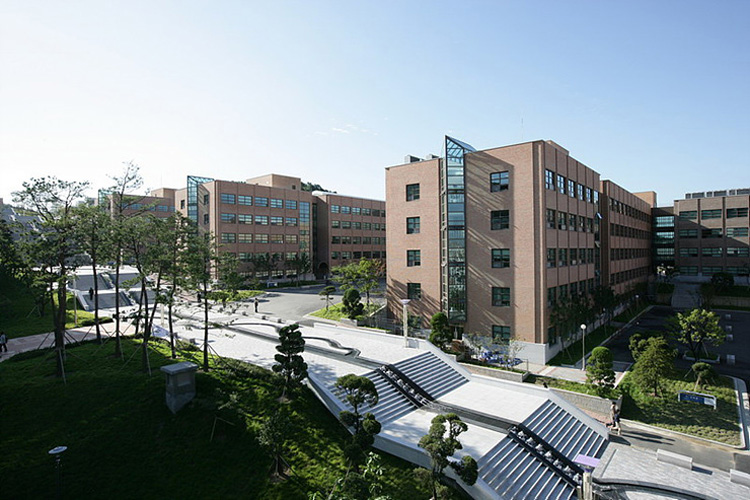
공학관과 들샘길 (용인시 수지구)

정문 폭은 32m, 높이 7.8m이고 상징탑은 높이 14m, 정문과 상징탑 거리는 45m다. 이러한 정문과 상징탑은 민족 시원을 밝히고 단국의 전통마크를 상징하는 원형 구조 위에 민속전래 오행사상과 동서남북을 상징하는 탑을 설치하여 세계와 미래를 향한 단국의 기상과 희망을 표현하였다.
기둥 상단에는 단국대학교 심벌마크를 입체적으로 구성 및 설치하고, 기둥의 하단과 심벌마크 주위에 조명을 설치하였다. 낮과 밤에 랜드마크로서 기능을 고려하여 단국인과 대한민국이 세계 중심에 우뚝서고자 하는 강한 의지를 보여준다. (수지 신캠퍼스 안내참조) 
공간부족으로 어려움을 겪었던 단국대학교는 서울캠퍼스 시대를 마감하고 용인시 수지읍로 서울 이탈을 감행하여 용인시 수지구 단국대학교 수지캠퍼스로 이어갔다. 이후 용인시 수지구 단국대학교 캠퍼스 이름은 타 지역 일부 주민들이 부동산 투기 과정 도중 아파트값을 올리기 위해 자의적으로 단국대학교 수지캠퍼스가 위치한 수지로 아파트 주소 무단변경 문제를 주도했다. 수지캠퍼스는 이들 요구로 부동산 투기 분위기에서 죽전캠퍼스로 바꾸어 불렀다. 현재 죽전캠퍼스(죽전동)는 IT(정보기술), CT(문화영상기술) 분야 특성화를 집중적으로 추진한다. 또한 서울 지하철 8호선 단대(丹垈)오거리역은 단국대를 의미하지 않는다. 학교도 약도 등에서 공식적으로 이를 표기한다. 천안캠퍼스는 약대 신설과 함께 공사에 돌입한 약학관은 지하 1층, 지상 6층 연면적 11,340m2 규모로 건립했으며 실습제약공장, 실험동물실, 공동기기실 등 첨단 설비와 최신 연구기자재를 갖추었다. 약용식물자원 확보와 효율적 이용하도록 캠퍼스 내 제1약초원과 청양 소재 부속농장 제2약초원도 함께 운영한다.
이처럼 2007년 7월 학교이전을 기점으로 1,010,385m2(용인시 수지구, 약 30만평 이상), 658,953m2(천안시 동남구, 약 20만평 이상) 2개 캠퍼스로 조성하면서 이러한 특성화의 토대 위에 교육, 연구, 재정, 국제화, 그린캠퍼스, 사회공헌 등 6개 분야 로드맵을 구축해 이미 실행에 들어갔다.
죽전캠퍼스 웅비홀 기숙사
건물규모 지하 1층, 지상 10층에 1인실 6명(장애인), 2인실 1,068명으로 총 1,074명 규모이고, 지하열람실 60석, 세미나실 2개, 체력단련실과 세탁실, 식당, 매점, 택배보관실, 스낵코너 등 생활편의시설을 갖추었다.
죽전캠퍼스에 공공기숙사 건립
죽전캠퍼스에 정부 예산 지원으로 공공기숙사를 짓는다. 공공기숙사는 13,182m2 부지에 지상 10층 규모로 건립해 928명을 수용한다. 2013년 9월 착공해 2015년 3월 입주를 시작한다. 공공기숙사 기숙사비는 월평균 19만원 수준으로 기존 사립대학 민자기숙사비인 평균 34만원에 비해 15만원가량 저렴한 수준으로 학생들과 학부모들의 부담을 크게 줄일 수 있을 것으로 내다본다. 학교에서 저소득층, 장애우 등에 대한 별도 지원 방안을 수립해 기숙사 15%를 소외계층 학생에게 우선 배정하고 저소득층 학생들의 기숙사비를 최대 50%까지 지원한다는 계획을 발표하였다.
퇴계기념중앙도서관

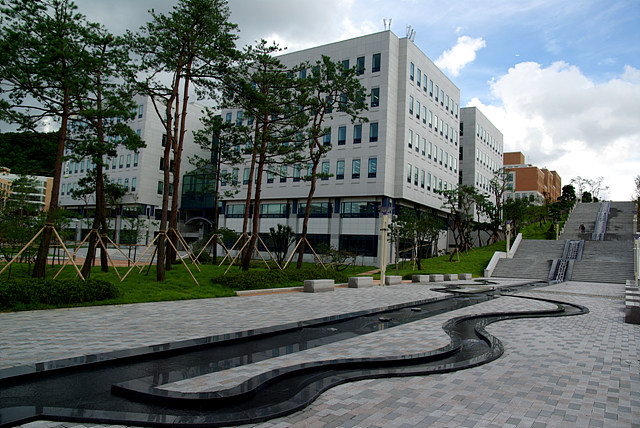
퇴계기념도서관옆 들샘길 (용인시 수지구)

도서관은 1947년 11월 3일 대학 설립과 동시에 개관, 지상6층 연면적 5,613평의 규모, 2,431석의 열람석 보유, 고시생전용열람실, 대학원열람실, 그룹 스터디룸(14실)등 별도 운영, 한국 내외 단행본 873,301권의 장서와 국·내외 학술지 1,400여종, 30여종의 전자저널, Web DB 및 e-Book을 소장, 그 밖에 어학용 Audio, Video, VOD, CD-ROM, DVD 등 약 16,000여점의 전자 자료와 멀티미디어룸(3실), 영상을 감상하는 영상자료실, 이용자용 컴퓨터 및 원문검색코너를 별도로 조성하였다.
이후 퇴계기념중앙도서관은 2007년 7월 30일 죽전캠퍼스로 이전, 지상 6층의 총면적 18,555m2 규모로, 2,504석 열람좌석을 갖추었다. 대학원열람실 및 그룹스터디룸(14실) 등을 별도로 운영한다. 또한 통합형 전자도서관을 구현하여 온라인을 통한 도서관 서비스를 제공한다.
현재 도서관은 90만여 권 장서와 국·내외 학술지 1,100여 종, 12,000여 종 전자저널, 30여종의 Web DB를 소장하며, 전자정보자료실에는 DVD, CD, Video ·Audio Tape등 약 20,000여 점의 멀티미디어 자료를 보유하고 분관으로 법학전문도서관이 2009년 4월 827m2 규모에 180석의 열람좌석과 40,000여 권의 장서를 갖추고 법학전문서비스를 제공한다.

### 천안캠퍼스(천안시동남구)

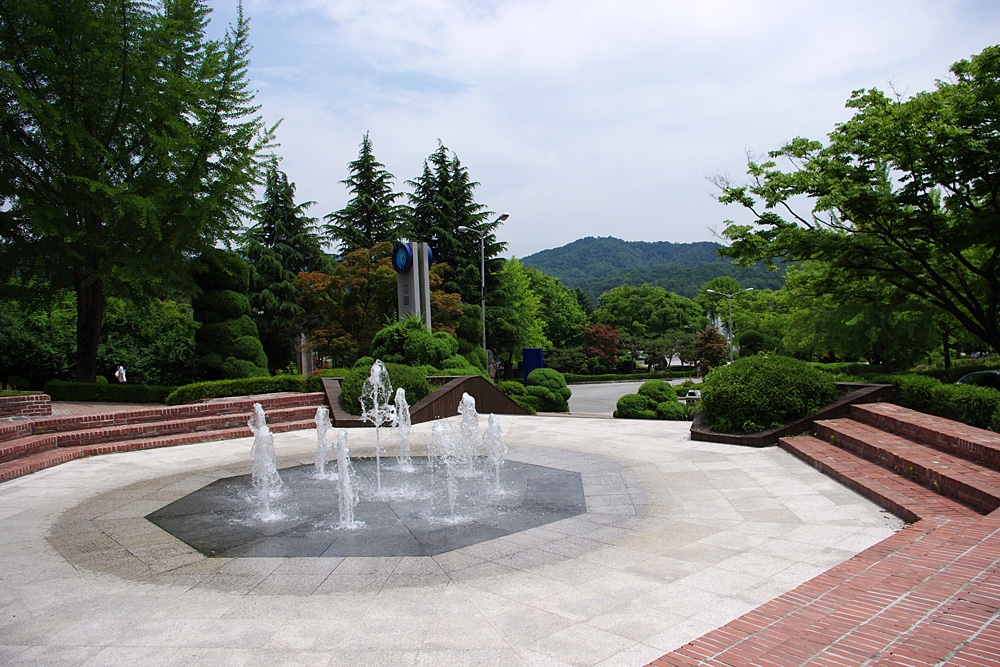
시계탑 분수 (천안시 동남구)

1977년 6월, 천안시 안서동 산 36번지 일대 6만여평 매입하고 1977년 8월 13일, 천안캠퍼스를 신축 착공하였다. 1978년 3월 13일, 천안캠퍼스 완공으로 충청남도 천안시 동남구 안서동에 세워졌다. 1984년 9월 28일, 천안캠퍼스에 치과대학 교사 개관으로 부속 치과병원을 개원하였다.
1989년 8월 25일, 천안캠퍼스에 의과대학 교사 및 부속병원 기공식을 가졌다. 1994년 4월 29일, 천안캠퍼스에 의과대학 부속병원을 개원하였다. 천안캠퍼스는 교육 기능 강화와 더불어 학내 생명과학 분야 연구센터와의 유기적인 협력을 바탕으로 신약개발 연구 여건도 강화할 방침이었다.
2004년 10월 21일 천안캠퍼스는 백석대학교, 상명대학교 천안캠퍼스, 호서대학교 등과 상호협력 협약식을 맺었다. 약학대학을 신설한 천안캠퍼스는 의대병원, 치대병원, 의대, 치대, 생명과학과 기초과학계열의 학문융합 시스템을 도입한 의약바이오 클러스터를 특성화할 계획을 발표하였다. 2011년 3월 약학대 첫 신입생을 선발했으며 연면적 11,340.39m2 규모의 지상6층, 지하1층 약학관을 준공하고 의대·치대·부속병원 및 유관순 연구소 등과 함께 천안캠퍼스 BT분야 특성화에 주력하고 있다.
앞으로 실무실습 교육을 통한 약사의 직능 강화와 보건의료 All-in-One 캠퍼스와 의학과 약학을 함께하는 의약바이오 클러스터라는 목표를 이루기 위해 계속 노력할 방침이다. 현재 천안캠퍼스는 병원부지를 제외하고 약학대학을 포함하여 658,953m2(약 20만평)의 부지로 확장되어 있다. 이밖에 682,314m2(약 206,400평) 규모의 부설 청양농장의 부지에 조성된 약초재배 실습농장을 보다 확대 적용하고 신설된 약학대학 전용 약초원도 함께 조성할 방침이다.
2012년 6월 27일에는 해병대사령부와 대한민국 최초로 해병대군사학과의 신설을 위한 협약을 체결하였고, 2013년 해병대군사학과 1기 신입생을 선발하였다. 해병대군사학과는 국내 유일의 해병대 장교 양성 학과다. 신입생은 전원 군 가산복무 지원금 지급 대상자로 선발돼 4년간 등록금 전액을 지원받는 것은 물론, 전원 기숙사 생활을 하며 기숙사비 역시 면제를 받는다. 또 졸업 후에는 해병대 장교(소위)로 임관해 의무복무기간(7년)을 거치게 된다. 2022년 12월 8일 호서대학교와 지속 가능한 교양교육의 질적 개선, 학술교류를 위해 상호협력 협약을 맺었다.
천안 단우홀 기숙사
지하 1층, 지상 8층의 규모에 1인실 6명(장애우), 2인실 1,008명 총 1,014명 수용을 수용할 수 있으며 체력단련장, 탁구장, 공동PC실, 세탁실 등의 생활편의시설이 있다.
천안캠퍼스에 공공기숙사 건립
정부지원 첫 번째 기숙사로 탄생하게 될 천안캠퍼스 공공기숙사는 연면적 13,205m2(약 4,000여 평)에 지상 10층 규모로 936명을 수용할 수 있는 4인실 234실과 체력단련실, 세탁실, 세미나실, 카페 등 복지 및 편의시설이 들어서게 된다. 공공기숙사 기숙사비는 월평균 19만원 수준으로 기존의 사립대학 민자기숙사비인 평균 34만원에 비해 15만원가량 저렴한 수준으로 학생들과 학부모들의 부담을 크게 줄일 수 있을 것으로 내다보고 있다. 학교에서는 저소득층, 장애우 등에 대한 별도의 지원 방안을 수립해 기숙사의 15%를 소외 계층 학생에게 우선 배정하고 저소득층 학생들의 기숙사비를 최대 50%까지 지원한다는 계획을 발표하였다.
율곡기념도서관

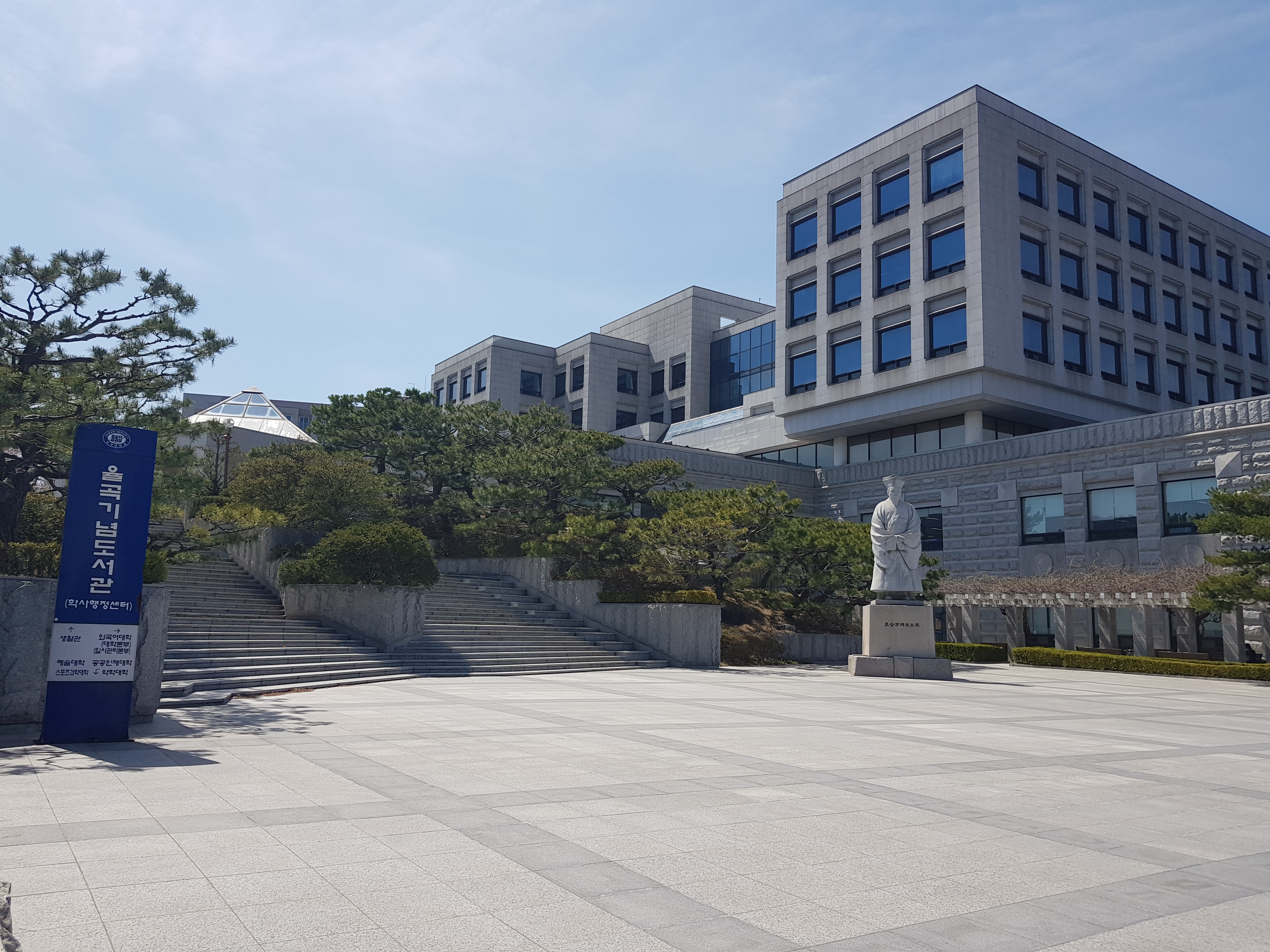
율곡기념도서관 (천안시 동남구)

1978년 천안캠퍼스가 신설되면서 산업학관(현 제1과학관)에 80평 규모로 중앙도서관의 분관으로 개설, 지하 1층, 지상 5층의 규모에 연면적 4,986평, 열람석 2,226석, 48만여 권의 장서 확보, 일반도서, 참고도서, 정기간행물, 석·박사학위논문, 신문, 각종 CD-ROM을 비롯한 각종 전자정보자료 등을 비치, 1993년부터 전산화 7개년 계획을 수립하여 현재 수서, 편목, 대출, 그리고 정기간행물관리를 토탈시스템으로 운영하고 있으며 각종 동영상 및 원문정보자료의 D/B구축으로 인터넷 웹을 통한 이용은 물론, 전자자료, AV자료, 위성방송시청이 가능하다.

## 개설 학과 · 전공

### 학부 과정
경기도 용인시 수지구 죽전동 단국대학교 죽전캠퍼스에는 10대학 6학부 38개 학과를 설치했며, 충청남도 천안시 동남구 안서동 단국대학교 천안캠퍼스에는 11대학 1학부 54개 학과를 설치했다.

### 대학원 과정
일반대학원에는 석사 44개, 박사 42개 총 86개 학과를 설치했고, 전문대학원은 1개, 특수대학원은 11개가 있다.

## 교육 방침상의 특징

### 국제 교류

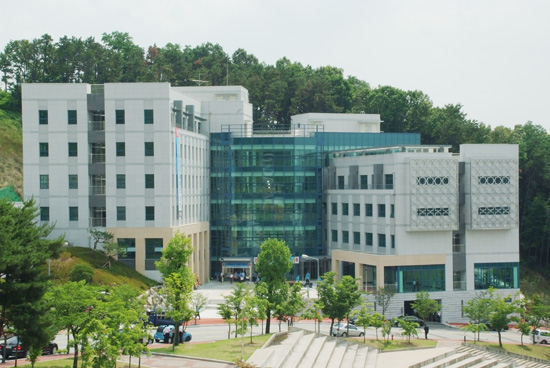
글로벌 인재 양성, 국제관 (용인시 수지구)

국제처는 교육 질적 향상, 국제적 위상제고, 글로벌 인재 양성 등을 목적으로 외국대학, 기관과 자매결연 및 교류, 자매대학 간 교수교수, 학생교류, 어학연수 관련 업무를 한다. 2학기 이상을 수료하고 일정 평점 이상을 기록한 학생에게 교환학생 프로그램을 지원한다.
또한 방학 기간 중 단기 어학연수를 실시하여 학생들이 1~2학년 중 단기연수를 통해 해외경험을 쌓고 이를 토대로 3학년에 교환학생 등의 프로그램에 적극 지원하도록 유도하며 개별 어학연수는 일정한 기준을 충족하면 학점 인정이 가능하다. 그 외에 인턴십 프로그램, 외국인 유학생 및 특별장학생 관리 등을 한다.
단국대의료원 환경성질환연구센터는 이미 2008년 11월 미국 예일대학교와 뇌유전연구 프로그램과 자폐증을 포함한 신경행동발달장애의 원인을 찾는 연구에서 협력관계를 구축하는 교류협약을 체결했고 종합대학교 차원에서 2012년 5월 8일 중국 베이징(北京)대학교와 교류협력협약을 체결했다. 장호성 단국대 총장과 저우치펑(周其鳳) 베이징대학교 총장이 직접 체결한 이 협약은 양 대학 학생과 교원의 인적 교류 및 공동 학술 연구로 베이징대학교 강점인 인문 사회학 분야와 단국대 강점인 동양학 분야를 협력하여 더욱 발전적 시너지를 이루고자 한다. 단국대와 베이징대는 2004년 양교 사회과학대학 차원의 교류 협정을 맺어 세미나 공동 개최 등의 단과대 차원의 사업을 진행했다. 2009년 장충식 명예총장이 친선 방문단 20여명을 이끌고 베이징대를 방문하면서 대학차원의 교류 협력사업의 기초를 다졌다.
단국대학교는 일본 도쿄도 신주쿠구 와세다 대학과 교육, 종합과학학술원 협약을 맺었다. 와세다 대학과 단국대는 2011년 장충식 명예총장이 와세다대를 방문하면서 가마타 가오루 일본 와세다대 총장과 대학차원의 교류 협력사업을 다졌다.
또한 의광학 분야에서 세계 최고 원천기술을 보유한 미국 어바인 캘리포니아대 레이저의광학 연구소(베크만레이저연구소)와 2012년 12월 협약을 맺고 ‘한국베크만광의료기기연구센터(Beckman Laser Institute-Korea : BLI-Korea)’를 설립했다. 단국대학교는 현재 66여개국 400여개 대학·기관·연구소 등과 자매결연 중이다.
| 아시아 - 타이완 2개 - 몽골 3개 - 베트남 2개 - 라오스 1개 - 말레이시아 1개 - 우즈베키스탄 1개 - 인도네시아 1개 - 일본 8개 - 조선민주주의인민공화국 1개 - 중국 21개 - 태국 1개 | 유럽 - 독일 4개 - 러시아 8개 - 벨라루스 1개 - 스웨덴 1개 - 스페인 2개 - 영국 4개 - 체코 1개 - 터키 1개 - 프랑스 2개 - 헝가리 1개 | 아프리카 - 가나 1개 - 가봉 1개 - 모로코 1개 오세아니아 - 호주 3개 | 북아메리카 - 미국 33개 - 캐나다 3개 남아메리카 - 멕시코 3개 - 칠레 1개 - 콜롬비아 1개 - 파라과이 1개 - 페루 2개 |  |

### LA 단국글로벌영상콘텐츠연구소 개소
단국대학교는 국제 문화교류의 일환으로 미주지역 문화기술 트렌드 연구 및 현안을 조사, 분석하고 국내외 네트워킹의 확대를 위해 세계 최대 영화 제작사가 밀집한 미국 LA에 2013년 7월 25일 단국글로벌영상콘텐츠연구소를 설립했다.
연구소는 국내 영상콘텐츠 보유기술 현황 조사 및 미국 현지 시장의 기술 수요를 파악하는 기능을 담당하며 대형 영화사, 대학 등과 국제 공동연구를 수행할 계획이다. 더불어 글로벌 교육 프로그램을 개발해 할리우드 거장들의 단기 집중 교육 프로그램을 운영하고 미국 현지의 대학들과 공동으로 영화를 제작할 예정이다. 또한 국내의 우수한 문화기술을 미국 현지에 전파하고 활성화하는 다양한 한미 영상기술 세미나, 심포지엄 등을 개최할 계획이다.

### 해병대군사학과 개설
단국대는 2013년부터 해병대군사학과를 신설하고, 수시와 정시모집으로 신입생 30명을 선발하기로 했다. 미래 해병대 장교를 양성하는 학과로 ‘상륙전 개론’ 등 해병대 고유의 영역 교육을 강화하고, 해병대 특성상 미군 등 타국의 군대와 연합작전/훈련이 많아, 국제적 감각을 익히도록 국제협상 등의 관련 과목과 이에 필요한 기반역량인 영어 등 외국어 교육을 특화하였다. 해병대군사학과에 입학하는 학생은 4년 재학기간 동안 해병대사령부가 군가산복무지원금으로 등록금 전액을 지원한다. 또한 학교는 매 학기 성적우수 등 다양한 장학금과, 2년간 생활관 무료지원, 해외 교환학생 기회 부여, 해외 군사·문화탐방 등 장교의 자질을 갖추는데 필요한 지원을 제공한다. 졸업 후에 졸업생 전원이 해병대 교육훈련단 장교교육대에 입교해, 해병대소위가 되는 군사교육을 10주 동안 이수한 후, 소위로 임관해 7년 동안 해병대 장교로 복무한다. 장기복무 지원이 기능하며, 전역 후 군사 및 안보분야 전문가로 진출가능하며, 병행하여 복수전공, 부전공을 선택할 수 있다. 이와 함께 해병대 정신을 교육에 활용하는 리더십 센터를 설치했다.

## 이원화 캠퍼스 체제로 통합
단국대학교는 2014년도부터 기존의 본교 및 분교 체제에서 용인 수지 죽전캠퍼스와 충남 천안 천안캠퍼스 모두 본교인 이원화 캠퍼스 체제로 탈바꿈하였다. 양 캠퍼스의 중복∙유사 학과를 통폐합하였다. 현재 용인시 수지구 죽전캠퍼스는 유수 IT(정보통신)와 전통 인문학을 바탕으로 하는 CT(문화콘텐츠)학문 분야로, 천안시 동남구 천안캠퍼스는 충청남도 인가 의대, 치대, 약대를 바탕으로 한 BT(생명과학)와 외국어학문 분야로 이원화하여 운영한다. 용인 수지(죽전캠퍼스), 충남 천안(천안캠퍼스) 양 교정이 모두 본교 개념으로 운영되면 관련 학과 간 캠퍼스 시설을 공유하고 저비용으로 우수한 실험자재 등을 확보하는 이점이 있다. 용인시, 천안시의 지리적 여건을 충분히 활용하여 세계적인 대학으로 도약을 하겠다는 다짐이다.

## 학생 활동

### 학내 언론
단국미디어센터
2008년 9월 10일부터 D-Voice, 단대신문, The Dankook Herald, D.K.B.S(교육방송) 등을 단국미디어센터로 통합하여 종합운영·관리하고 있다.
단대신문

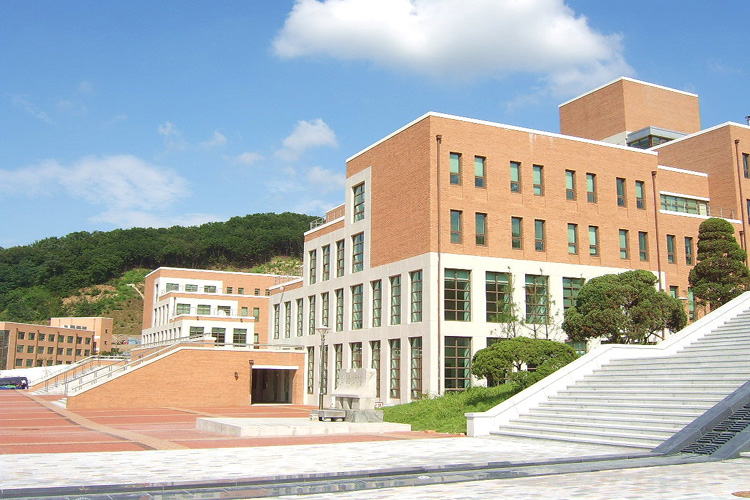
학생회관 (혜당관, 용인시 수지구)

단대신문은 아카데미즘과 저널리즘을 조화하면서 대학사회의 제반 사실들을 보도, 논평하여 대학여론 조성을 도모하고 대학문화창달을 통한 대학의 나아갈 바를 제시하는 창조적 장으로서 그 역할을 수행하고 있음을 밝히고 있다. 1978년 천안캠퍼스 개교와 함께 천안캠퍼스에 단대신문사를 설치, 공동제작, 발간하고 있다.
정보화시대를 맞아 1999년부터는 학교 홈페이지내에 단대신문 홈페이지를 개설해 재학생, 동문들은 물론 일반인도 참여하고, 찾아 볼 수 있는 홈페이지를 운영하고 있다. 2008년에는 일반적으로 단국대학교의 구성인을 의미하는 "단국인"의 새로운 소통공간인 인터넷 매체 D-Voice가 태어나 단대신문과 함께 모든 학내 학우들 및 교직원들의 목소리가 조화롭게 퍼지는 광장의 역할을 하고 있다. (단국대학교의 단대신문 소개란 참조)
출판부
단국대학교 출판부는 교내 간행물의 질적 향상을 기하고, 간행물을 통한 대학의 학풍조성과 진작은 물론 한국 내 출판계의 학술·문화발전에 기여할 수 있는 도서를 출판할 목적으로 1964년 4월 1일에 본교 부속기관으로 설립되어 1968년 2월 27일에 출판의 법적 등록을 마침(등록번호 : 제03-00095호). - '한국대학출판부협회'에서 활발한 활동을 하는 출판부의 하나로 자리매김 하였으며, 그 일환으로 미국, 일본, 중화민국의 대학출판부들과도 상호 방문, 출판정보를 교환하며 학술연구 모임을 개최하고 있다. 교수의 저작물, 기획출판, 강의총서 및 본교의 부속·부설 연구기관의 학술지를 출판하고 있는데 그동안 총류 및 학술도서, 교양도서, 강의총서가 280여종, 논문집류 20여종의 출판물 등이 있다. 전국 주요도시에 30여 '특약서점'을 두고 출판을 통한 외부 독자와의 유대형성이 되어 있다.(학교안내 참조)

### 체육부

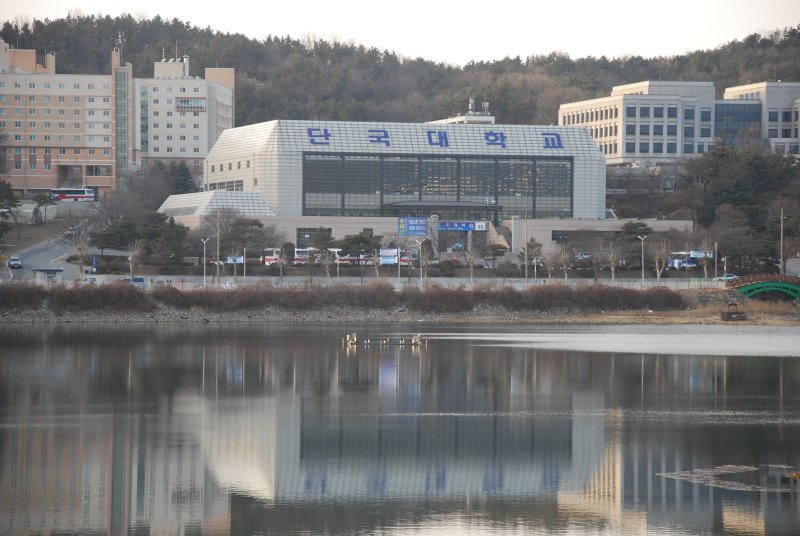
체육관앞 안서호(단대호수공원) (천안시 동남구)

운동선수의 과학적 관리와 합리적 지도감독을 통해 대학의 체육진흥에 이바지하고 애교심과 일체심을 도모할 목적으로 1955년 농구부, 럭비부의 창단으로 설치되었다. 대내외적으로 체육의 중요성이 강조됨에 따라 1980년 5월 학생처 체육과에서 부속기관으로 승격 독립하였고 이후 1990년 12월 1일 체육부로 개편되었다. 운동부는 순수 아마추어리즘을 추구하여 스키, 빙상, 조정, 스케이팅 등 비인기종목에도 관심을 갖고 육성하고 있다.
현재 총 8개의 운동부가 있다. 축구부, 농구부, 야구부, 럭비부, 씨름부, 스키부, 빙상부, 태권도 등 총 8개의 운동부는 이제 각 부문마다 대학의 강호로 자리 잡고 두각을 나타내어 체육의 위상을 한국 안팎으로 펼치고 있다. 특히 프로축구, 프로야구, 프로농구에 진출하여 활발한 활동중에 있는 선수가 한국 내 대학중 다섯 손가락 안에 들 정도로 많다. 1968년 스키부를 창설하고 1976년 빙상부의 창설로 구성된 쇼트트랙은 세계적인 실력으로 인정받고 있으며 그동안 단국대학교 체육부에서 배출한 스타급선수들이 많다. 빙상의 경우 80년대 중반 스피트스케이트에서 크게 활약한 배기태(경영 84학번·90년 세계스프린트선수권 종합1위)를 비롯해, 한국 쇼트트랙의 신기원을 연 김기훈(경영 86학번), 모지수(영문과 88학번), 이호응(체교 96학번) 선수 등이 동계올림픽 쇼트트랙에서 금메달을 땄다.
특히 토리노 동계 올림픽 쇼트트랙의 금메달 3관왕으로 세계를 놀라게 한 진선유를 제외하고 김기훈, 이준호, 모지수, 권영철, 송재근, 이호응, 송석우, 오세종 선수는 재학 중 동계올림픽 개인종목 및 계주에서 8개의 금메달을 땄다. 또한 2010년 벤쿠버 동계 올림픽 선수단의 유일한 금메달 2관왕인 이정수는 쇼트트랙의 새로운 영웅으로 세계 정상에 올랐다. 베이징 올림픽에서도 수영 금메달의 박태환, 태권도 금메달의 손태진 등이 있는데, 특히 수영사상 처음으로 금메달을 딴 2008년 베이징 올림픽의 '박태환 세계제패기념'으로 세계수준의 수영장 설립을 추진하고 있다.
또한 씨름부 출신으로 원년의 천하장사로 인기를 끌었던 이준희와 김영현을 위시하여 야구부 출신으로 올림픽 우승의 주역 오승환과 월드컵 4강 신화의 주역 이을용, 미국 LPGA의 우승의 이선화 등이 단국대를 빛내고 있다. 한편 2008년 베이징 올림픽에서 멕시코가 금메달 2개, 이탈리아와 태국이 은메달 1개, 중화민국은 동메달 2개, 베네수엘라와 카자흐스탄·우즈베키스탄이 각각 동메달 1개를 획득으로 태권도 선수단에게 기술지도와 전지훈련 장소를 제공했던 천안캠퍼스가 국제 태권도계에서 가장 선호하는 연수장소로 급부상하여 태권도 메카로 자리매김해 가는 추세에 있다. (학교안내 참조)

## 부속 / 부설기관

### 죽전캠퍼스(용인시 수지구)
동양학연구원

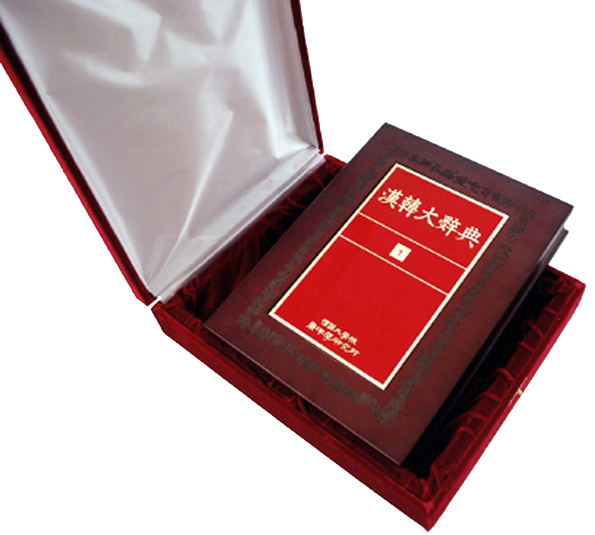
한한대사전(漢韓大辭典)

1970년 9월 28일, 장충식 전 총장에 의해 설립된 동양학 연구소는 초대소장 이승욱 교수를 거쳐 1971년 1월 1일 제2대소장으로 당시 국어학자이자 시인이었던 이희승(李熙昇)이 취임하였다. 그 후 수많은 연구성과를 발표하면서 우수한 학술 연구기관으로 자리잡았다. 방대해진 사업과 늘어난 업무에 의해 2011년 9월 1일 동양학연구소 폐지, 동양학연구원으로 신설되었다.
현재 동양학연구원이 수행하고 있는 연구주제인 “개화기에서 일제강점기까지-한국문화전통의 지속과 변용”이 1단계에 이어 2단계 학술진흥재단 중점연구소 지원기관에 2008년, 선정되어 3년간 6억 9천여만 원을 지원받았다.
한편 동양학연구원은 30년간 진행해왔던 《한한대사전》편찬사업을 2008년 10월, 전체 16권을 완간으로 성공리에 끝냈다. 이미 1996년에 완간한 《한국한자어사전》 전 4권은 한국에서만 사용하는 고유한자와 어휘 84,000 단어를 수록하고 있어 이를 합치면 총 20권, 당분간 다른나라에서 따라오기 힘든 방대한 규모의 한자 전문사전을 확보하게 되었다. 이로써 '세계최대한자전문사전'을 보유하게 되었다. 그동안 자체 예산 285억 원과 국가보조금 25억 등 총 310억 원의 예산이 투입된 방대한 작업이었다. 앞으로는 온라인 검색이 가능하도록 인쇄본을 5년에 걸쳐 디지털화하는 작업을 시행하고 있다.
동양학연구원은 이 사전을 기초로 <한한의약사전> <한한인명사전> 등 주제별 전문사전을 편찬하는 사업도 병행할 계획이고 “국가나 기업이 후속 사업에 도움을 준다면 사전에 대한 지적소유권을 공유할 수 있다”고 밝혔다. 특히 한국에서 만든 한국식 한자, 그리고 한국식 한자용어, 한국 인명, 지명, 제도명, 이두용어, 향찰, 구결 등 약 84,000 단어의 출전을 밝힌 《한국한자어사전》 전 4권은 국학의 가장 위대한 초석이라고 평할 만하다고 평가하고 있다.
석주선기념박물관

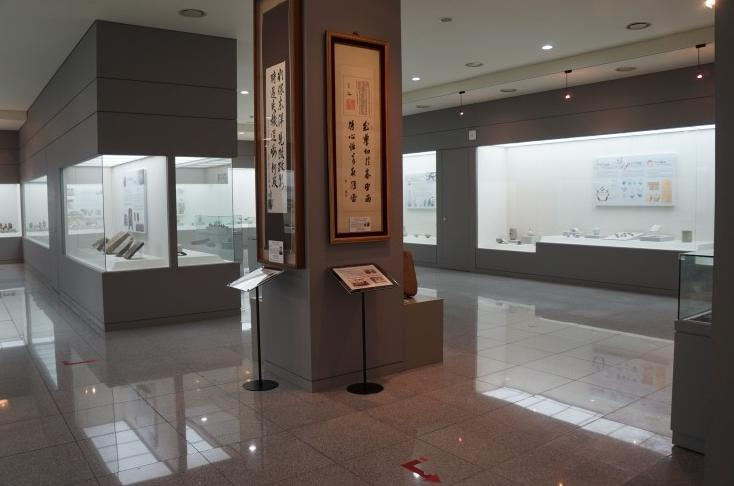
석주선기념박물관 (용인시 수지구)

민속복식연구가이며 학자인 난사(蘭斯) 석주선은 평생 수집한 복식관계 자료를 단국대학교에 기증하였다. 단국대학교에서는 보존, 전시하기 위하여 처음에는 단국대학교 부속 민속박물관으로 설립하였다. 생전 민속학 및 한국복식사분야의 권위자였던 석주선은 일생을 통하여 수집해온 민속유물 3,365점을 기증하였고 1976년 8월 박물관건립사업추진위원회를 발족하여 민속학연구소를 설치하고 1981년 5월 2일 개관하였다.
제1종 종합박물관에 등록된 민속박물관은 1999년 3월‘석주선기념박물관(石宙善紀念博物館)’으로 통합되었고 2007년 서울특별시 용산구 한남동에서 용인시 수지구 죽전동으로 옮긴 박물관은 지하 1층, 지상 2층에 연면적 4,844m2 규모이며 3개 수장고를 갖추고 있다. 박물관은 개관을 기념해 소장품 41,550점 중 1,500여점을 엄선해 전시하고 있다. 이와 함께 석주선의 친오빠인 나비 박사 석주명의 유품 및 관련 사료 50여점을 소장하고 있기도 하다.
국가지정 중요민속자료 제1호인 덕온공주(조선 순조의 셋째 공주)의 당의를 비롯하여 중요민속자료 10종 76점이 있는데 박물관 1·2층의 제1~4전시실에는 9,000여 점에 이르는 민속·복식학 분야의 유물이 전시되어 있다. 이 중 제1전시실에는 16세기 출토 복식과 복원품이 있고, 제2전시실에는 광해군 왕비의 저고리, 고종의 누비저고리, 흥선대원군의 자적용포 등 왕실의 복식, 제3전시실에는 관모류·귀고리·노리개·신발 등 복식부속품, 제4전시실에는 왕과 왕비의 대례복을 비롯하여 조복·상복·구군복 등이 전시되어 있다.
특히 단국대학교가 조사해 학계를 흥분케 한 중원 고구려비(국보 205호)와 단양 신라 적성비(국보 198호)는 실물 크기 복제품과 발견 직후 최초 탁본이 공개되었다. 이 중 단국대학교 소장품인 적성비 파편은 1978년 발견 이후 처음으로 전체가 전시되고 있다.

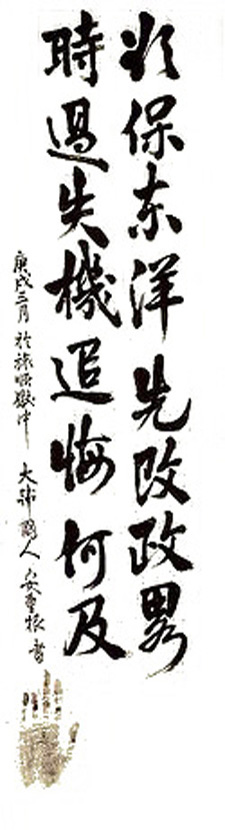
안중근의사유묵
석주선박물관 (용인시 수지구)

또한 현재 박물관안에는 해평 윤씨 집안의 ‘단웅이’미라가 전시되어 있다. 단국대학교의 ‘단(檀)’자와 곰 ‘웅’(熊)자를 합성해 붙였다는 ‘단웅이’는 한국 미라 연구의 효시로 알려져 있다. 한국 미라의 계보로 한국에 연구용으로 기증된 적이 있는 완전한 형태의 미라는 7구뿐인데 그중에서 한국 내 처음으로 발견된 미라이다. '단웅이' 미라는 세계최초 결핵, 간염 바이러스 감염 사인의 모자 미라로 알려져 있다.(EBS '과학, 미라에 말 걸다' 2009년 7월 31일(목) 방송 참조)
더구나 2001년 경기도 양주시에서 발견된 동자 미라‘단웅이’는 단국대 의대의 분석에 의해 400여 년 전 6세가 되던 해 간염 바이러스와 결핵으로 사망한 것으로 밝혀져 "의학적으로 매우 중요한 자료"로 평가되고 있다. 미라와 함께 2001년 출토 당시 미라가 안치돼 있던 목재관과 단웅이가 입고 있던 의복들도 보존처리를 거쳐 함께 전시되고 있다.
그외에도 박물관에는 1991년 7월 12일, 보물 569-21호에 등록된 안중근의사유묵(安重根義士遺墨)을 들 수 있는데 이 유묵(遺墨:살아있을 때 남긴 글이나 그림)은 러일전쟁 당시 전의(典醫:대한제국 때 태의원에 딸린 주임의 벼슬. 네 명이 있었음)로 종군했다가 전쟁이 끝나자 만주 뤼순 감옥으로 전근되어 근무하던 오리타 타다스(折田督)라는 뤼순 감옥의 의사가 1910년 3월 26일 형장에서 안의사가 순국하기 전에 1910년 3월, 감옥에서 받은 유묵으로 1945년 귀국하여 그의 조카인 오리타 간지(折田幹二)가 소장하게 되었다.
오리타 간지는 일본 대학병원 중 가장 유명한 것으로 알려진 오카야마 대학(岡山大學)병원의 암 진료 권위자로, 1989년 2월중 천안의 단국대병원 개원을 위해 일본을 방문했을 때 당시 장충식 총장에게 기증하였던 유목이다.
당시 장충식 총장은 “오리타 간지 씨를 병원 개원 기념으로 초청하자 고마움의 인사로 유묵을 기증했다”며 “독립운동가의 후손으로서 개인이 소장할 수 없는 것이라는 생각이 들었다”고 밝혔다. 이렇게 해서 중국 뤼순 감옥의 안 의사 유묵은 일본을 거쳐 단국대학교 죽전캠퍼스에 오게 됐다.
장충식 총장은 이것을 “정치권력에 단 한 번도 아부하지 않은 의연한 대학”에 안 의사의 담대한 영혼이 찾아온 것이라고 평가하였다. 아이러니하게도, 안중근 의사는 적국이었던 일본에서 숭모의 대상이 되어 있다. 단국대 한시준 교수에 따르면 일본에서는 매 달 정기적으로 모여 토론을 할 정도로 안중근에 대한 추모가 남다르다.
중국 안위성 선성현에서 만든 품질이 우수한 선지(宣紙)에 2행 16자를 쓰고, 그 왼쪽에 “경술삼월(庚戌三月) 여순옥중(旅順獄中) 대한국인(大韓國人) 안중근서(安重根書)”라고 쓴 글씨와 왼손 장인(掌印, 손바닥으로 찍은 도장)이 찍혀 있다.
'동양의 평화를 유지하기 위해서는(欲保東洋) 일본의 정략을 먼저 개선하지 않으면 안 된다(先改政略) 세월이 흘러 시기를 놓치게 되면(時過失機) 아무리 후회해도 소용이 없다(追悔何及)'는 내용이 담겨있다. 미완성으로 끝난 안중근의 동양평화론과 연관된 글씨이다.
동양평화론의 서문에는 "만약 정략을 고치지 않고 핍박이 날로 심해지면, 차라리 다른 인종에게 망할지언정 차마 같은 인종 황인종에게 욕을 당할 수는 없다는 의론이 한국·청국 두 나라 사람의 마음속에 용솟음쳐 위ㆍ아래가 한 몸이 되어 스스로 여러 사람 앞에 나설 수밖에 없음이 불을 보듯 뻔한 형세이다. 그렇게 되면…(若政略不改 逼迫日甚則 不得已寧亡於異族 不忍受辱於同種 議論湧出於韓淸兩國人之肺腑 上下一體 自爲白人之前驅 明若觀火之勢矣. 然則… )"라고 쓰여있다. 현재 석주선기념박물관에 소장되고 있는 안중근의사유묵은 안중근 개인사 및 독립운동사 연구의 귀중한 자료로 평가된다. (안중근의사 기념관, 단대신문 1260호, 2009년 10월 14일자 6면 참조)
연민기념관
단국대학교는 2007년 수지캠퍼스를 마련하면서 별도로 연민기념관을 설립하여 연민 이가원의 기증품을 보관해 오고 있다. 연민은 약 20여 권의 한국한문학 관련 저서를 남겼는데 특히 경북 안동출신인 연민은 퇴계 이황의 14대 손으로 단국대학교 동양학연구소에서 진행하는 세계 최대 한자사전인 `한한대사전' 편찬사업에 투신하였으며 그가 남긴 각종 글은 23권짜리 전집으로 정리되어 있다.
연암소설을 주제로 박사학위를 받은 연민은 연암 박지원과 동의어라고 할 정도로 연암 연구에 천착했으며 1986년 살아 생전에 `한한대사전' 편찬사업 대기원의 의미를 기리려는 마음으로 평소의 약속대로 단국대학교에 `열하일기' 원본을 비롯해 귀중한 30,000여개의 각종국학자료를 흔쾌히 기증한 의기있는 원로 국학자였다.
난파 홍영후 전시실
단국대학교는 2013년 3월 13일 경기도 용인시 수지구 죽전동에 있는 신축한 수지캠퍼스에 전용 난파음악관을 마련하고 별실의 홍난파의 유품을 전시한 '난파 홍영후 전시실'을 개관했다. 난파음악관내의 전시실에는 2011년 문화재청으로부터 등록문화재 제 479호로 지정된 동판 동요악보원판 51개를 비롯, 난파가 생전에 사용하던 바이올린 등 그의 음악적 삶이 담긴 수필 등 약 420여 점이 상설 전시하게 된다.
정보통신원

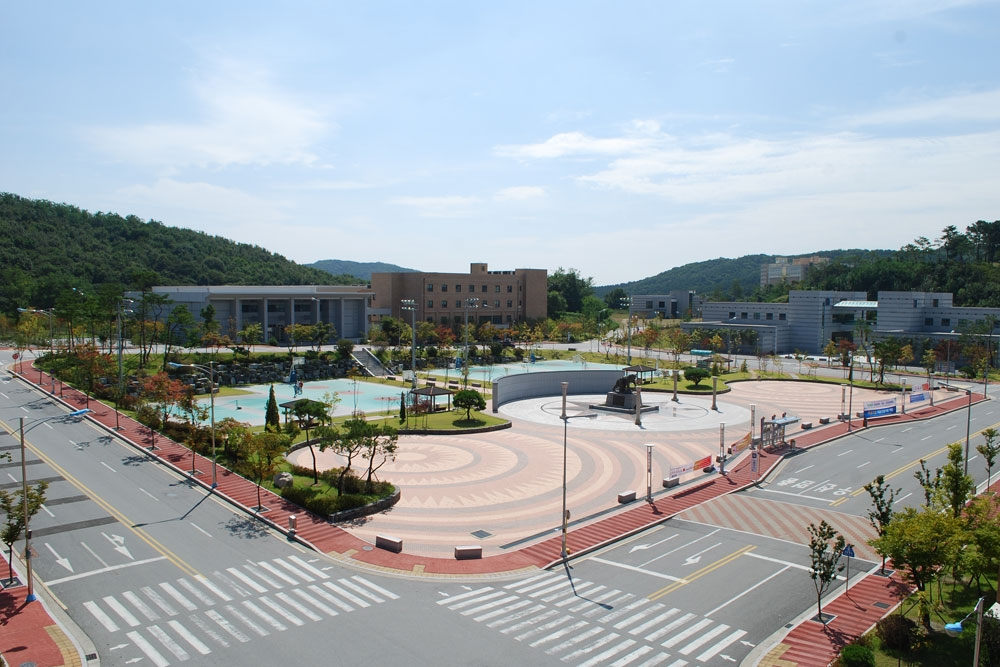
평화의 광장 (용인시 수지구)

단국대학교의 정보통신원은 1978년 3월, 서울캠퍼스는 전자계산실, 천안캠퍼스는 분실로 발족하였다. 날로 발전해가는 정보화사회와 급변하는 정보통신환경에 대처하고 시대적인 요구에 부응하기 위하여 Computer의 이용과 기술에 관한 교육 및 제반 학사/행정 업무의 전산화를 목적으로 1977년 3월부터 컴퓨터의 도입을 추진, 1977년 10월에 ECLIPSE C/330 System을 미국의 Data General CO로부터 도입, 1978년 6월, 정식 가동식을 가짐으로써 단국대학교의 모든 학사행정업무의 전산화 및 재학생의 컴퓨터 교육을 실시하게 되어, 본격적인 컴퓨터 시대를 열었다.
수지 신 캠퍼스 이전을 계기로 종합정보시스템을 구축하고 대학의 행정, 학사, 연구 등 전 업무를 D/B구축, 전산화하여 전산망을 통해 대학의 전 구성원은 물론 졸업생에게도 제공되고 있으며, 그 처리체제는 업무의 전산화(종합정보시스템 구축, 단위기관 업무 전산화), 전산망 구축, 서버 구축, WEB으로의 업무처리체제 구축, 사무자동화시스템 구축, 연구지원 시스템, 가상교육, 홈페이지 구축·운영, 컴퓨터(PC) 설치 등, 주전산기 2 Set를 포함하여 총 42대의 Server 및 기타 IT 인프라를 이용, 학사/행정/교육/연구업무 등을 지원할 수 있게 구축되어 있다.
21C와 함께 정보통신원은 전국에 인터넷 보급으로 다양한 정보화 사회가 되어감에 따라 변화하는 시대에 신속한 대응과 방대해가는 자료에 대한 정보보호를 위하여 시스템 안전체제를 구축하면서 급변하는 정보화환경을 선도하는 대학으로, 죽전캠퍼스에 통합 정보통신과 1과 체계로 학교의 정보화에 관한 기획 및 운영을 담당하고 있다. 또한, 관련 학과 교수를 중심으로 한 정보화 관련 각종 위원회를 운영, 대학 정보화 발전의 견인차 역할을 다 하고 있다. (학교안내 참조)
나노센서바이오텍연구소
카이스트 부설 ‘국가나노종합팹센터’와 학연협약을 맺었던 '나노센서바이오텍연구소'가 수지 신 캠퍼스의 고분자시스템공학부 송영석 교수팀, 미국 하버드의대 우트칸 데모치(Demircia) 교수팀과 공동으로 난자를 급속 냉동해 난자의 생존율을 높이는 기술을 개발했다고 2010년 3월 1일 공식 밝혔다. 대학의 연구진이 해당 내용을 국제 학술지 '미국 국립과학원 회보(PNAS)'에 2010년 2월 22일 발표했던 연구 성과로 난자 생존율 높이는 획기적 냉동기술 개발이라는 평가다.
광에너지소재연구센터

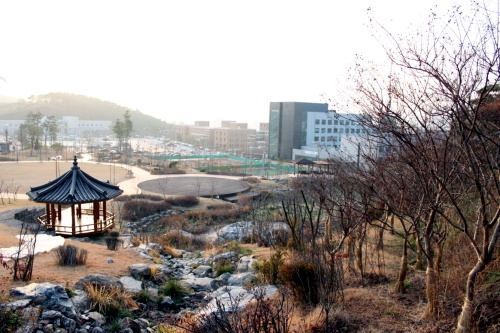
봄을 준비하고 있는 폭포와 연못 (용인시 수지구)

경기도에서 추진하는 지역협력연구센터로 선정, 2008년 7월부터 2020년까지 경기도청 지원금 4억 원, 용인시 5천만 원, 기업 및 대학 매칭펀드 등 총 8억 6천여만 원이 매년 투입된다. 향후 12년간 총 1백4억여 원의 연구비가 유입되는 대형 프로젝트로 단국대학교에서는 죽전 캠퍼스 대학원동에 ‘광에너지소재연구센터’를 개소하여 운영한다고 밝혔다. 연구센터는 SKC·효성 등 9개 기업 연구진과 함께 에너지 자립화를 위한 미래형 광에너지 소재를 개발할 목적으로 앞으로 태양전지 및 조명소재와 고효율 광소자분야 등 11개 연구 과제를 수행한다.
기업체로부터 연구용역을 의뢰받은 고효율의 유기 태양전지 염료와 접이가 가능한 디스플레이 제작용 마이크로캡슐 개발도 포함된다. 2007년 서울특별시 용산구에서 경기도 용인시 수지구로 이전한 단국대학교는 본 사업이 용인시로 이전 후 최초로 경기도와 사업을 추진하는 만큼, 이 연구센터를 성공 모델로 삼아 대체에너지 생산 실용화 기술을 앞당겨 용인시 지역은 물론 도내 그린 에너지 관련 중소기업이 세계로 도약할 수 있는 도움이 될 수 있도록 다각도로 연계된 사업을 추진하고 있다.
단국대학교 광 에너지 소재 연구센터는 이롬텍과 2009년 3월 10일 산학협력 협약을 체결하고 그린 테크놀로지로서 주목받고 있는 광 에너지 소재 개발 사업에 적극적으로 지원한다고 2009년 3월 30일 공식으로 밝혔다. (이투데이 2009년 3월 30일자 기사참조) 또한 한화건설 등과 함께 건물 외벽 마감재에 태양광 에너지를 흡수해 전기를 생산할 수 있도록 하는 신기술을 개발했다. 2009년 3월 24일 한화건설, 에리코솔라에너지와 산학연 컨소시엄을 구성해 2007년부터 연구해온 `태양전지 실용화 및 시공기술 개발` 성과 발표회를 열고 이같이 밝혔다. 이날 발표된 기술은 건물 일체형 태양광시스템(BIPV)으로 태양광 모듈을 건물 외벽 마감 재료로 활용함으로써 태양광시스템 설치 시 지불되는 비용을 절감할 수 있는 장점이 있는 것으로 알려졌다. (매일경제 2009년 3월 24일자, 기사내용 참조)
분쟁해결연구센터
부설 연구소인 분쟁해결연구센터가 “한국의 정치·시민사회 공공분쟁 연구”로 2005년 12월에 한국학술진흥재단의 중점연구소에 선정으로 1단계에 이어 2단계 학술진흥재단 중점연구소 지원기관에 선정되었다. 연구주제 “한국의 정치사회·시민사회 공공분쟁 연구”로 2단계 지원기관 선정, 향후 3년간 6억 4,000여만 원 지원받는데 1단계 연구로 헤럴드경제 주관 미래핵심산업 경영대상 수상되기도 하였다. 연구센터는 하버드대학교 PON(Program on Negotiation) 연구소와 긴밀한 협력관계를 구축하고 있다. 또한 2009년 3월 9일 노동부의 ‘노사관계전문가 육성사업(NALA Project, 이하 나라사업) 전문교육기관’에 선정됐는데 이번에 선정된 나라사업 전문교육기관은 단국대 분쟁해결연구센터를 비롯해 고려대, 부산대, 한경아카데미, 한국외대 등 5개 기관이다. (2009.3.16 단국대뉴스 참조)
SW디자인융합센터
단국대는 국내 대학 최초 인공지능 캠퍼스 구축, 인공지능을 기반으로 한 새로운 시대를 만들고 있다. 단국대는 '미래대학'의 교육환경을 실현하고 4차산업혁명이 요구하는 '융합인재', '창의인재', '자기주도 인재'를 배출하기 위해 '학생 맞춤 프로그램'을 학사 전반에 도입하여 단국대는 SW디자인융합센터에서 열린 디자인싱킹 교육을 위해 2016년 디자인싱킹을 전문 교육·연구하는 'SW디자인융합센터'를 신설했다. 분석적 사고와 직관적 사고의 결합, 자유로운 토론과 발표, 프로젝트 필요에 따른 자율적인 교육 환경 변경 등 창의력을 배가할 교육여건을 마련했다. 빅데이터와 클라우드 시스템을 교육 도구로 활용해 수많은 정보를 취합·가공하며 집단지성의 모범사례를 만들어 나가고 있다.
정부 및 지방자치단체의 러브콜도 이어지고 있어 2016년 5월 국가인재원의 신임사무관(5급)을 대상으로 혁신과 집단지성을 이용한 수요자중심 해결방식을 교육을 시작으로 2017년 용인시 디자인 창의개발교육 사업에 선정돼 지역사회에 디자인싱킹을 전파했는데 2016년부터 대학에서 중점으로 진행했던 성과로 스탠포드대 디스쿨(d.school), 도쿄대 아이스쿨(i.school)과 단국대 SW디자인융합센터를 잇는 글로벌 교류도 활발히 진행, 2017년 3월에는 스탠포드대 디스쿨 강사들이 단국대 죽전캠퍼스를 찾아 디자인싱킹 부트캠프를 개최했다. 구글, 파나소닉을 비롯해 미국 실리콘밸리에서 디자인싱킹 실전 경험을 쌓은 이들은 단국대 죽전캠 재학생 3~4명이 한 팀이 돼 도시 민원문제, 저출산 해결 대책, 국내외 정치 갈등 등 다양한 주제에 대한 창의적 문제해결 방법을 도출해 내는 교육을 선보였다. 참고로 단국대는 2015년부터 세계적 소프트웨어 회사인 SAP와 공동으로 '데이터사이언스학과'를 대학원 석사과정에 설치하여 운영하고 있다.

### 천안캠퍼스(천안시 동남구)
한국어교육센터
전 세계의 한국 유학을 희망하는 현지 학생들에게 단국대를 소개하고, 매년 일정 인원을 추천해 단국대학교의 한국어교육센터에 파견하여 우수 학생에게 각종 혜택을 제공하며 체계적인 어학교육을 실시하게 된다. 또한 교류를 점차 확대해 가며 향후 각나라에 한국어교사를 직접 파견해서 한국어 교육을 실시하는 방안도 추진할 계획이다. 2011년 1월 28일 한국어교육센터와 중국 강소성에 위치한 연운항외국어학교간에 천안캠퍼스 대회의실에서 한국어교육 분야의 교류협력을 골자로 하는 협약을 체결했다.
몽골연구소
몽골연구소는 한국연구재단의 지원사업으로 선정돼 연구비 약 12억원을 수주하여 몽골연구소에 소속된 몽골학과 강신 교수 연구팀이 세계 최초로 동북아 지역 유목문화를 집대성하는 사전편찬 작업에 착수했다. 한국연구재단이 지원하는 ‘2010년 토대기초연구지원사업’에 선정, 5년간 12억 5,400만원의 연구비를 지원받아 「동북아유목문화대사전」을 편찬한다. 「동북아유목문화대사전」 편찬사업은 몽골의 유목문화를 중심으로 동북아시아와 중앙아시아, 시베리아, 극동아시아 등 이른바 몽골리안 문화권의 유목문화를 이해하고 그 토대자료를 구축하는 중요한 계기가 될 것으로 기대를 모으고 있다.
약 10,000여개의 표제어와 1,000여장의 사진 및 삽화가 수록되며 인물, 역사, 종교, 언어, 문화, 예술 등 동북아 유목문화의 다양한 분야를 망라한다. 또한 표제어 표기 언어의 다양화(한글, 한문, 영어, 키릴, 비치크, 라틴전사)를 통해 한글 표제어의 표준화 작업과 동북아지역 어휘의 집대성과 번역자료를 통한 비교문화 인프라 구축, 동북아문화권에서 한국문화의 위상 규명, 동북아 지역과 호혜적 관계 유지, 동북아지역의 새로운 문화컨텐츠 개발 등을 함께 “편찬작업 완료 후 디지털컨텐츠로 전환해 활용도를 높일 계획”까지 담는 세계 최초의 동북아 지역 유목문화를 집대성하는 편찬 작업이다.
북방문화연구소
북방문화연구소는 주변국의 역사왜곡에도 적절한 대응을 하지 못한 상황을 극복하고 새로운 패러다임을 열기 위해 우리 역사와 문화와 연구하는 지름길로써 우리와 뿌리를 같이하는 북방문화에 대한 연구가 필요함을 인식하고, 다음의 연구 분야를 중심으로 국내외 연구기관과 학술 교류를 통해 우리 문화에 대해 보다 긍정적으로 인식시키고 나아가 서로 힘을 모아 상호간의 이익을 극대화할 수 있을 것이란 목적을 가지고 설립되었다. 언어를 비롯하여 역사, 고고학, 문학, 민속 등을 비롯하여 의학분야까지 연계하여 다양한 패러다임을 통해 우리와 밀접한 북방문화와 함께 한국의 상고문화를 중점적으로 연구하고 있다. 2012년에는 국내 최초로 중국 정사 25사(史) 가운데 우리와 밀접한 관련을 가진 거란의 역사를 담은 ‘요사(遼史)’를 한글로 완역하여 단국대학교출판부에서 3권(상ㆍ중ㆍ하)으로 간행하였다.
WCU나노바이오의과학연구센터

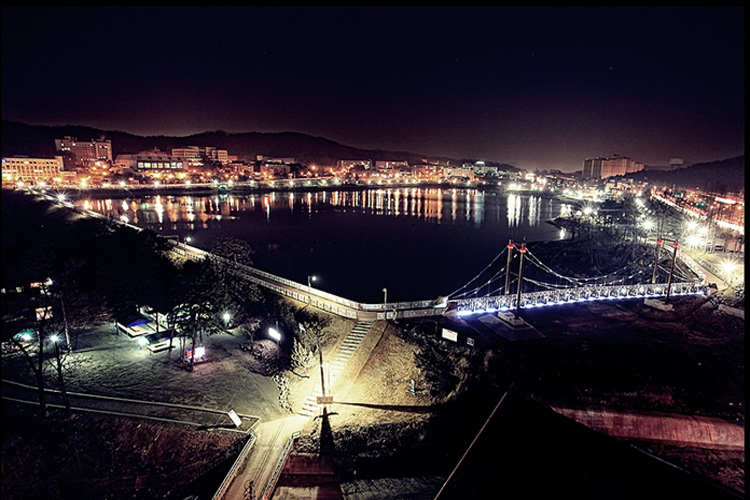
단국대학교앞 안서호 야경 (천안시 동남구)

천안캠퍼스는 세계적 연구중심대의 밑거름이 될 WCU사업에 선정되는 쾌거를 이뤄 학생중심 실용학풍의 생명과학 교육 허브를 구축하게 되었다. 이로써 천안캠퍼스는 석,박사 대학원 중심의 세계 수준 ‘나노바이오 의과학과’ 신설하고 프로젝트를 수행하는 계획서를 제출하여 향후 5년간 정부지원금 170억 원을 지원받게 된다. 나노반도체장비 상용화사업과 함께 공고된 원천기술 개발 주관기관은 서울대·핵융합연구센터·고려대·단국대·연세대·한양대 등 6개 대학(연구소)로 결정됐다.
2009년 1월 29일 교육과학기술부(이하 교과부)와 경기도, 민간이 참가해 운영되는 '나노소자특화팹센터'와 단국대학교가 산학협력을 체결했다. 나노팹은 정부와 경기도, 서울대를 포함한 7개 대학 및 연구기관이 1천980억 원을 투자해 2006년 4월 문을 연 나노소자 분야 연구기관이다. 또한 2009년 3월 13일에는 카이스트 부설 ‘국가나노종합팹센터’와 학연협약을 맺고 나노분야를 중심으로 석.박사과정 공동운영, 연구시설 및 장비 공동활용, 인턴십 및 방문교수 프로그램 등을 시행하기로 했다. 카이스트 국가나노종합팹센터는 나노기술의 종합지원체계를 구축하기 위해 교육과학기술부 등에서 3천억 원이 투입되어 설립됐으며 카이스트, 스탠포드대, 교토대, 서울대, 포스텍, 하이닉스, LG종합기술원 등과 연구협력을 다지고 있는 연구기관이다.
노화와 암 연구의 세계적 권위자인 신득용 의대 교수를 중심으로 석사, 박사, 석박사 통합과정으로 나노바이오 의과학과를 신설하여 인간에게 장기를 이식할 수 있는 복제 돼지 만들기, 줄기세포를 이용한 인공치아 개발, 퇴행성관절염 등 노화로 인한 질환을 늦추기 위한 약물 개발 등의 연구 분야에 성과를 보이고 있다. 2007년 4월 국립축산과학원·건국대·단국대·전남대·한국생명공학연구원 공동 연구진은 미국·일본·캐나다·호주·중국에 이어 세계 6번째로 면역 거부 반응 유전자를 없앤 무균 미니돼지를 복제하는 데 성공했다. ("복제 미니돼지 '異種 장기이식' 길 활짝" 조선일보, 2010년 1월 1일자 기사 참조)
바이오융합기술아카데미
천안캠퍼스가 세계적 연구중심대의 밑거름으로 평가되는 한국 내 WCU사업에 선정되어 카이스트 부설 ‘국가나노종합팹센터’와 학연협약을 맺는 등, 나노센서바이오텍연구소를 중심으로 바이오융합기술의 활용도가 높아졌다. 관련학과의 융합연구로 신설되는‘나노바이오 의과학과’를 학부에도 적용되었기 때문이다. 이로써 천안캠퍼스에 세계적인 수준의 학과를 신설하여 생명과학대학으로 발전할 수 있는 환경이 조성되었다.(단대신문 2009년 4월 14일자 보도자료)
노화암제어연구센터
노화암제어연구센터는 교육과학기술부 미래원천기술개발사업의 지원으로 노화기전의 규명을 통해 건강장수를 이끌어내는 기초기술의 개발과 장수과학 분야에 글로벌 기술수준을 구축하기 위해 시작된 센터이다. 이 연구사업을 통해 노화·수명한계 분자 기전을 등을 규명하면서 건강장수를 위한 항암·항노화제 개발 등 기술적 기반을 구축한다는 계획이다. 계획대로 구축되어 노화관련 질환의 예방과 진단을 위한 원천기술을 확보될 경우 노인의료비 부담이 매년 2조 6,000억원이 줄어들고 노동능력을 확보, 연간 3조 5,000억원의 효과를 거둘 수 있고 노화과학연구사업이 세계 5위권의 노화분야 산업 경쟁력을 보유하게 되면 3,000개 새로운 관련기업이 생겨 연 10조원의 경이적인 경제파급 효과를 불러올 전망이다.
앞으로 이 센터는 1단계 연구를 통해 발굴한 신 노화·암화제어유전자를 중심으로 유전자 네트워크를 규명하고 이를 이용해 암세포를 늙게 만들어 암을 치료하는 새로운 치료법의 유용성을 임상적으로 증명하고 항노화 기술을 개발하여 노화의 진행을 늦춰서 노인성 질환을 예방하는 연구하고 초장수 한국인 유전체의 다형성을 규명하여 노화·암화 조절 유전자군을 발굴, 이를 바탕으로 노화와 암 발생을 조절하는 신규 유전자와 신호전달계의 분자수준의 조절기전도 함께 규명할 계획도 있다.

### 단국대학교 기술지주회사
학교재단은 자체적으로 개발한 기술을 토대로 대학기술지주회사를 설립한다고 선포하였다. 2010년 현재, 경기 및 충청지역에 소재하는 대학 중에 최초로 시도하는 대학기술지주회사이다. 산학협력단은 2010년 9월 17일 교육과학기술부로부터 대학기술지주회사 설립인가를 받고 자회사 출범을 하였다. 첫 번째 사업으로 화학과 장원철교수가 개발한 '변성능액체크로마토그래피(Denaturing High Performance Liquid Chromatograpy)'를 이용한다. 이것은 세계적인 기술로 한우와 비한우를 판별하는 원천기술이다.
경골목구조 엔에스홈, 중목구조 태원목재 자재 통큰 기부로 경기도 용인시에 위치한 단국대학교 죽전캠퍼스 제1공학관을 방문하면 공학관 건물 바로 앞에는 목재로 지은 구조물 2채가 시선을 사로 잡는다. 한 채는 경골목구조이고 다른 한 채는 중목구조이다. 단국대학교 강태웅 교수가 이끌고 최재철, 최진영 대표가 함께 견인하는 단국대 기술지주 자회사 (주)케이스는 2017년 8월 중순 경기도 용인시에 위치한 단국대 죽전캠퍼스 제1공학관에서 건축학과 학생들과 함께 ‘중목구조, 경골목구조’ 시공교육을 실시했고 2017년 9월 6일 단국대 기술지주 자회사 (주)케이스가 이끄는 목조주택 시공 현장 교육, 건축학과 학생들에게 소중한 현장 경험된 5일 안에 집 짓기 교육이 실시한다고 밝혔다. 대학 1~2곳에서는 목조에 대한 단기교육이 위주인데 대학교 건축학과 안에 정규 과목이 설치된건 단국대가 처음이다.

### HDC현대EP 중앙연구소 개소
HDC현대산업개발그룹의 계열사인 HDC현대EP는 2018년 3월 6일 경기도 용인시 수지구 죽전캠퍼스에서 산학교류협약을 체결, 학교 발전과 우수인재 양성의 대학발전기금을 전달했고 HDC현대EP 중앙연구소는 충청남도 당진과 울산광역시에 분산되어 있던 연구 기능을 단국대학교 죽전캠퍼스로 통합했다.

### 강진 도예연구소 계절학교 운영
단국대학교의 강진도예연구소는 2008년 12월 2일, 강진군과 함께 지식경제부로부터 국비 50억 규모의 대형 R&D프로젝트를 수행하는 기관으로 선정되었다. 이에 따라 단국대학교에서는 9억 3,000만 원을, 강진군은 8억 7,000만 원을 투자하는 등 총 68억 원에 달하는 대형 사업을 추진하게 된다. 한편 단국대학교는 2005년부터 전라남도 강진군에 산.학.관 협력을 위한 강진도예연구소를 열고 청자에 대한 학문적, 이론적 토대를 바탕으로 도예연구와 도자기 생산, 도예강습에 기여하고 있다. 또한 해마다 일반인을 대상으로 단국대학교의 강진도예연구소 계절대학을 열어 하계, 동계 도예강좌를 마련하고 있다.

### 죽전/천안 산학협력단 설립
단국대학교 산학협력단은 2004년 4월 설립됐다. 앞서 2001년 생명공학창업보육센터 개소, 2002년 산업자원부 지정 기술혁신센터 개소에 이은 것으로 대학 연구 성과의 특허출원과 기술 이전의 토대를 제공한 것이다. 산학협력단은 산하에 ‘창업보육센터’, ‘기술이전센터’, ‘중소기업산학협력센터’, ‘단국의료기기시험원’, ‘유기농인증센터’ 등 다양한 기관을 통해 국가와 지방자치단체, 연구기관 및 산업체와 유기적으로 연계하고 있다.
대한주택공사, 전자부품연구원, 한국전력기술(주), 한전KPS(주), SKC&C, 삼성SCS(주), NHN(주), 안철수연구소, (주)NK바이오 등과 산학협력을 체결하고 있으며, 천안시·영천시·안성시 등과 관학교류를, KIST등과 학술교류 협정을 맺고 있다. 2008년 8월에는 (재)경기중소기업협력센터와 산업패밀리기관 지정 협약을 체결했고, 건설기술교육원과는 해외플랜트건설기술인력 양성 프로그램 협약을 체결했다. 한편 창업보육우수운영모델 교육부총리상과 우수센터 선정, 최근 4년 연속 정부·지자체 창업보육 운영평가에서 최우수(S) 등급을 받았다.
2001년 설립해 바이오기술을 특화분야로 정한 창업보육센터는 101개사가 입주해 매출 416억 원의 성과를 얻었고, 졸업생 124명을 포함해 566명을 고용했다. 이를 통해 137건의 산업재산권을 취득했으며, 50건(129억 원)의 자금 유치 성과를 이뤘다. 단국대 산학협력단은 2013년 5월 연차평가에서 전국 51개 대학 중 최고 점수를 획득했다.
단국대는 산학협력 활성화를 위한 기반 조성과 대학의 적극적인 추진 의지 등에서 높은 평가를 받아 1000점 만점에 총점 962.11점으로 전국 51개 대학 LINC 사업단 중 단연 최우수 평가를 받았다. 특히 13개 지표, 22개 항목의 핵심성과지표 목표 값을 100% 달성하며 최고 점수로 '매우 우수' 등급을 획득했다.

### 의료원 및 중부권 생명공학 의료 단지 구축

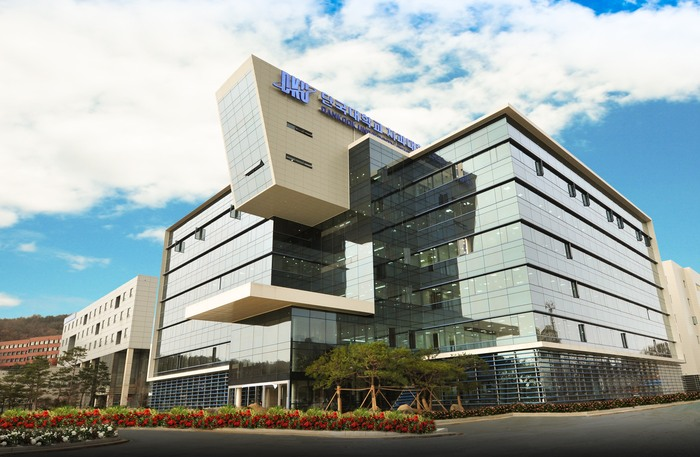
단국대치과병원 (천안시 동남구)

단국대는 2009년 12월 8일, 오송첨단의료복합단지와 양해각서를 체결하고 의과대학과 부속병원, 치의대, 치과병원, 생명과학대학을 오송과 함께 생명공학 분야 특성화를 통해 중부권 최대의 보건의료 벨트 구축 계획을 발표했다. 단국대병원은 2010년 12월 보건복지부가 실시한 국내 의료기관인증평가에서 충남에서는 처음으로 인증을 획득데 이어 이번에는 중부권 최초로 ‘JCI 인증’ 을 받았다고 2012년 8월 1일 밝혔다. ‘JCI 인증’은 WHO(세계보건기구)가 환자 안전보장을 위해 협력을 맺은 미국 최대 병원인증 승인기관인 JCI(국제의료기관평가위원회)가 1,200여 가지의 국제 표준 의료서비스 평가 항목에서 90% 이상을 만족시킨 의료기관에만 인증을 부여한다.
통과가 까다롭기로 유명한 이 인증은 현재까지 세계적으로 유명한 미국의 존스홉킨스병원, 메이요클리닉, 메사추세츠 종합병원을 비롯하여 의료관광으로 인기몰이를 하고 있는 싱가포르의 14개 병원을 포함해 전 세계 53개국 400여개 기관만이 JCI인증을 받았다. 국내에서는 세브란스병원을 비롯해 10개의 종합병원이 인증을 받았으며, 지방에서는 화순전남대병원과 양산부산대병원에 이어 단국대병원이 3번째로 JCI인증을 획득했다. 이번 JCI인증 획득으로 국제 수준의 의료기관으로 평가를 받은 단국대병원은 미군 환자뿐만 아니라 국내에 거주하는 외국인 환자와 의료관광을 위해 해외에서 방문하는 외국인 환자의 내원이 증가할 것으로 기대하고 있다.
특히 안서호를 안은 듯한 산 자락 끝의 부지 91,630m2(27,718평)에 터를 잡은 단국대학교병원은 5층 건물에 연건평 65,038m2(19,674평), 33개 과에 800여 병상, 2,200여 종의 첨단 의료장비를 갖춘 충남권 최대 규모의 의료기관이다. 대학교육기관으로는 처음으로 지방에 캠퍼스를 설립한 단국대학교는 1987년에 환자 진료와 의학교육의 중추적인 역할을 담당하기 위해 의과대학을 신설한 데 이어 1994년에는 대규모 투자를 거듭하면서 단국대병원을 개원했다.
단국대학교는 2011년 3월 3일 천안캠퍼스에서 약학관 준공식을 가지면서 기존 의대, 치대, 부속병원, 유관연구소 등 천안캠퍼스의 생명과학 인프라를 활용해 임상교육을 강화하고 학제간 융합연구를 통해 최고 수준의 약사를 배출하여 국내의료산업의 메카로 특화될 수 있도록 하겠다고 밝혔다. 또한 청양군에 있는 ‘단국대부설청양농장’에는 682,314m2(약 206,400평)의 부지에 이미 환자치료에 필요한 과수재배 실습농장이 들어서 있고, 신설된 약학대학 전용 약초원을 조성할 계획이다.
현재 의료원 신축 약학관은 지하 1층 지상 6층 연면적 11,340m2(3,430평) 규모로, 건축비와 기자재구입비 등 약 285억원이 투입됐고 실습제약공장, 실험동물실, 공동기기실 등 첨단 설비와 최신 연구기자재를 갖추고 3월 2일부터 수업을 시작했다. 약용식물자원 확보와 효율적 이용을 위해 캠퍼스 내 제1약초원과 충남 청양 소재 부속농장의 제2약초원도 운영한다. 약학대학은 연구약사, 병원약사, 산업약사, 지역약사 등 트랙별 실무교육 체계를 구축하고, 연구 분야에 대한 학생들의 관심을 유도하기 위해 lab. tour 형식의 연구실습과정을 운영하는 등 연구와 실무교육에 중점을 둘 것으로 알려졌다.

### 글로벌 의료관광 코디네이터 양성
글로벌 의료관광 100만명 시대에 맞춰 2013년 3월 천안 의료관광 인프라 확보를 위해 지역 내 이주여성을 대상으로 의료관광 코디네이터 양성 입학식을 개최하고 입학식에 참가한 의료코디네이터 교육생은 중국어 5명, 영어 3명, 러시아어와 일본어 각 1명으로 구성했다.
교육생들은 모두 천안에서 거주하고 있는 다문화가족으로 최소 6년 이상 한국에 거주해야 하며 한국어에 능통해야 한다. 천안시로부터 위탁교육을 맡은 단국대학교 링크사업단으로부터 5월 21일까지 10주에 걸쳐 피부과 건감검진, 치과 등의 진료 프로세스 이론 등의 교육을 받고 교육기간에 교육생들은 의료관광이미지 메이킹, 의료관광관련 법규 및 마케팅을 교육을 비롯해 병·의원에서 직접 의료관광 현장 실습 등을 갖는다.
천안에서는 11개 병·의원이 참여하는 의료관광협회를 발족하고 선진 의료기술을 토대로 천안지역 관광을 연계한 의료관광 상품을 개발해 의료관광단의 입국을 추진한다고 밝혔다. 현재 의료서비스와 관광, 쇼핑 등이 연계된 의료관광은 미래형 서비스 산업으로 정부가 미래성장동력으로 지정, 지방특화사업에 지원 및 육성하고 있다.

## 대학평가
- QS 대학평가 국내 종합대 24위(2021년 기준)
- CWTS 레이던 랭킹 국내 종합대 26위(2020년 기준)
- URAP 세계 대학 랭킹 국내 종합대 29위(2020-2021년 기준)
- CWUR 세계 대학 랭킹 국내 종합대 30위(2021-2022년 기준)

## 주해
1. ↑  국민개학(國民皆學, 국민은 모두 배워야 한다), 국민개병(國民皆兵, 국민이라면 모두 나라를 지켜야 한다), 국민개로(國民皆勞, 일할 수 있는 국민은 모두 일해야 한다)
2. ↑  단대신문은 현재 발행하는 대학신문으로 오래된 신문 중에 하나다.
3. ↑  장도빈 작사, 김동진 작곡

## 같이 보기
| - 단국대학교사범대학부속중학교 - 단국대학교사범대학부속고등학교 - 단국대학교부속소프트웨어고등학교 - 단국대학교병원 - 단국대학교 치과대학 부속치과병원 - 강진도예연구소 계절대학 | - 동양학연구원 - 석주선기념박물관 - 한한대사전 - 한국한자어사전 - 아마레 앙상블 - 중재배 전국 초등교 스키대회 |